# 西園寺公望
西園寺 公望（さいおんじ きんもち、嘉永2年10月23日〈1849年12月7日〉 - 昭和15年〈1940年〉11月24日）は、日本の公家、政治家、教育者。位階・勲等・爵位は従一位大勲位公爵。雅号は陶庵、不読、竹軒。

## 概説
戊辰戦争において官軍の山陰道鎮撫総督を務め、フランス留学後には伊藤博文の腹心となった。第2次伊藤内閣にて文部大臣として初入閣し外務大臣を兼任、第3次伊藤内閣でも文部大臣として入閣した。第4次伊藤内閣では班列として入閣し、内閣総理大臣の伊藤博文の病気療養中は内閣総理大臣臨時代理を務め、のちに伊藤が単独辞任すると内閣総理大臣臨時兼任を務めた。
明治36年（1903年）には伊藤の後を継いで立憲政友会総裁に就任し、明治39年（1906年）内閣総理大臣に任じられ、第1次西園寺内閣、第2次西園寺内閣を組閣した。この時代は西園寺と桂太郎が3度にわたって交互に政権を担当したことから「桂園時代」と称された。
その後は首相選定に参画するようになり、大正5年（1916年）に正式な元老となった。大正13年（1924年）に松方正義が死去した後は、「最後の元老」として大正天皇、昭和天皇を輔弼、実質的な首相選定者として政界に大きな影響を与えた。
また、教育にも尽力し、自らが創設した私塾立命館は現在の立命館大学の礎となった。

## 来歴

### 生い立ち

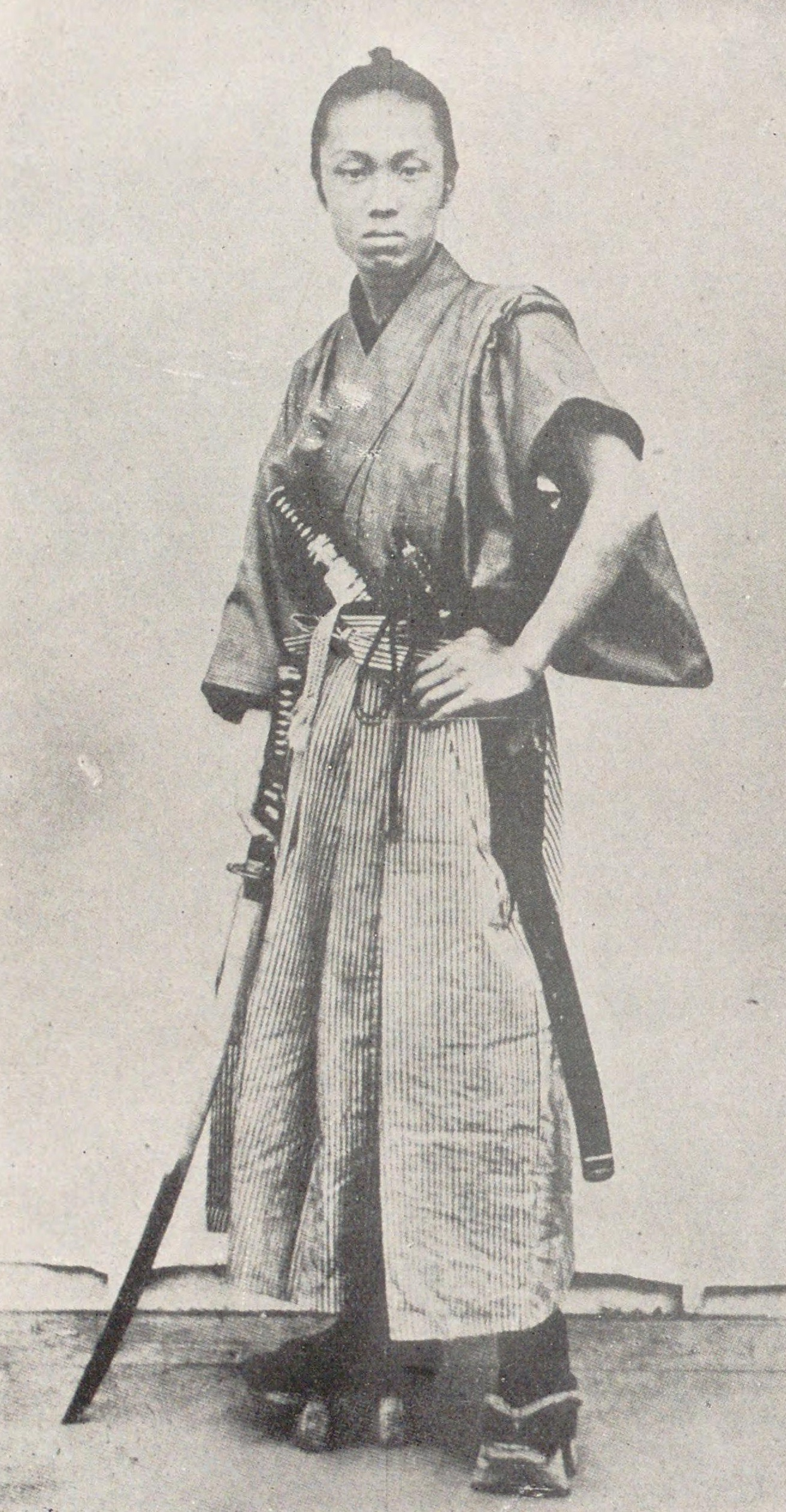
侍姿の西園寺（明治以前）

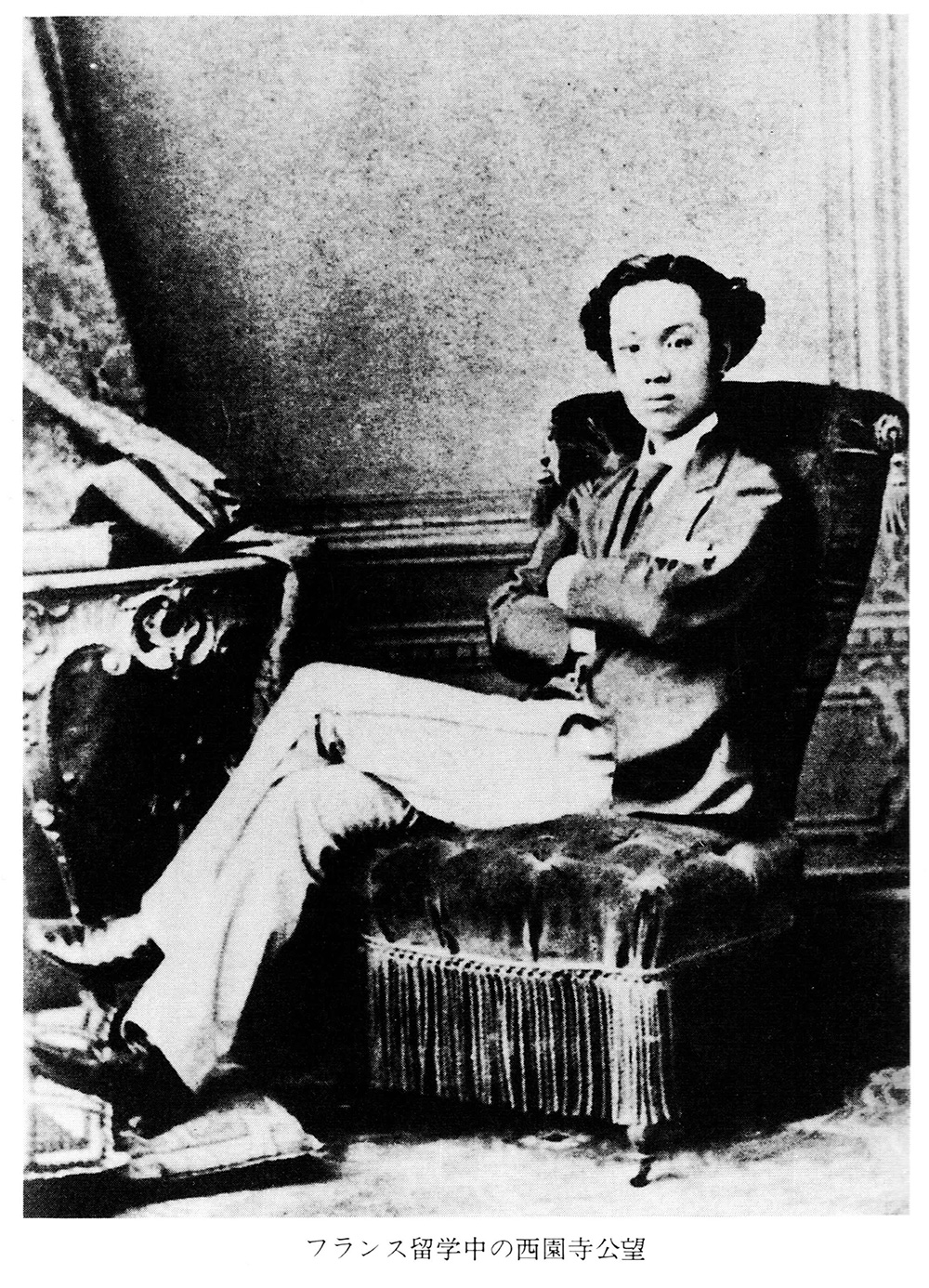
フランスパリに留学中の西園寺（1871年 - 1880年）

1849年12月7日（嘉永2年10月23日）、清華家の一つ徳大寺家当主徳大寺公純と妻の末弘斐子の次男として、山城国京都（現在の京都府京都市）にて誕生した。幼名は美丸（よしまる、美麿とも）。2歳の時に、同族で清華家の西園寺師季の養子となった。
その年の7月に師季が死亡したため、西園寺家の家督を相続した。このため実質的には実父の公純の強い影響下で成長することとなった。公純は保守的ながらも頑固な性格で、国木田独歩はその頑固さが公望にも受け継がれたと評している。孝明天皇が設置した学習院で学び、11歳の時からは御所に出仕し、祐宮（後の明治天皇）の近習となった。また近習の同僚であった岩倉具視ともこの時期に親しくなっている。
西園寺は学問を伊藤猶斎や秋田秋雪に学ぶ一方で、京都第一の剣客とうたわれた戸田栄之進とその甥伏見集二から剣術を学ぶなどしている。また福沢諭吉の『西洋事情』を読むなどして世界の情勢にも関心を持つようになった。西園寺はこの時期のことを「何も知らぬながらも頻りに憤慨して」おり、「何でも王政復古になさなければならぬ」と考えていたとしており、このため朝廷の儀式を学ぶことや、西園寺家の家業である琵琶の練習は役に立たないとしてたいへん嫌っていたため、家臣たちを心配させたと回想している。

### 幕末
しかし西園寺は若年でもあり、岩倉や三条実美のように幕末における倒幕活動に強く参画していたわけではなかった。慶応3年12月9日（1868年1月3日）、おそらく岩倉の推挙によって、三職の1つ、参与の一人となった。翌慶応4年1月に始まった鳥羽・伏見の戦いの際、私戦として納めようという意見に対して猛反発し、岩倉に「小僧能く見た」と絶賛された。
以後の戊辰戦争では山陰道鎮撫総督、東山道第二軍総督、北陸道鎮撫総督、会津征討越後口大参謀として各地を転戦する。会津戦争では自ら鉄砲を撃ち、銃弾の飛び交う最前線にいたという。

### 明治維新後
明治元年10月28日（1868年）、新潟府知事に就任した。西園寺は軍人を志し、フランス留学を望んでいた為この職は不本意であった。翌明治2年、東京に戻った西園寺は木戸孝允らのすすめで開成学校に入り、フランス語の勉強を始めた。また大村益次郎の薦めで法制についても勉強するようになった。東京では前原一誠と同じ宿で長く一緒に過ごし、次第に武士の社会に馴染むと公家風の名を嫌って「望一郎」（仇討譚で知られる剣客田宮坊太郎に由来）という名を用いるようになった。若き日の西園寺が大小を差した侍姿で颯爽と立つ勇ましい写真も残されている。
9月には許可無く京都に戻り、一週間の謹慎処分を受けた。この時に家塾として『立命館』を創始している。翌明治3年1月末、政府の許可を得て長崎に向かった。また、公卿の中で初めて散髪・洋装で宮中に参内し、大原重徳に「外国の服装をするのは外国の命令を受けているようなものだ。閣下はどういうつもりか」と詰問された。西園寺は「今から一年にして朝廷の礼服は外国様となる。」と返し、もしそうならなければ切腹すると続けたため、大原も苦笑して引き下がったという。やがて大村益次郎の推薦によって明治3年12月（1871年）、官費でフランスに留学のために出国した。フランス行きの船内では、地球が球体であることを得心したり、白人少年に別れのキスを求められて戸惑うといったエピソードがあったことが本人の手紙にしたためられている。経由地であったアメリカではユリシーズ・グラント大統領と面会している。翌明治4年2月（1871年）にパリに到着した。

### フランス留学時代
当時のフランスは、普仏戦争敗北と第二帝政の崩壊のまっただ中であり、西園寺の到着後間もない3月18日には革命政府パリ・コミューンが成立していた。西園寺はコミューンに対して「賊」「恥知らずの人々が愚民を煽動した」と極めて否定的であった。フランス政府によるその鎮圧を、「愉快」と評している。西園寺は以後10年近くにわたってフランスやヨーロッパの知識や思想、文化を吸収していった。ソルボンヌ大学で政治学者のエミール・アコラスなどに学び、同大学初の日本人学士となっている。同時に駐フランス日本公使館の嘱託としての地位も持っていた。一方で随分と遊蕩もし、フランス人女性にもたいそう人気であったと伝えられる。
西園寺は公費留学生として年1400ドルの支給を受けていたが、これは一般の公費留学生より400ドル多かった。西園寺は400ドルを返納し、また国が公費留学生を減らす方針を決めると、公費援助を辞退して私費留学生となった。しかし留学費は西園寺家や徳大寺家にとっても大きな負担であり、1878年よりは明治天皇のお手元金から2年間、毎年300ポンドが支給されている。またジュディット・ゴーチエの依頼で、和歌のフランス語への翻訳にも協力しており、明治18年（1885年）に発刊された『蜻蛉集』には西園寺による下訳も収録されている。またゴーチエの『微笑を売る女』という芸者を主題とした戯曲は西園寺に捧げられたものである。
その間、後にフランスの首相となる8歳年上で急進党の政治家ジョルジュ・クレマンソーやレオン・ガンベタ、留学生仲間の中江兆民・松田正久・岸本辰雄・光妙寺三郎らと親交を結び、こうした人脈は帰国後も続いた。西園寺の交友関係から、彼が急進共和派に近い思想を持つようになったと評する事が一般的であるが、そのころの書簡で急進派を肯定的に評したものは全くない。西園寺とパリ留学時代を同じ下宿で過ごした親友クレマンソーとの友情は、パリ講和会議での日本の立場を保持するのに大いに役立ったと伝えられる。クレマンソーはこのころの西園寺を「過激な、愛すべき公子」であったと回想している。
明治13年10月21日（1880年）には留学を終え、10年ぶりに帰国した。

### パリ留学後の活動
パリ留学後、西園寺は特に職に就くこともなく、「ぶらぶら遊んでいる」と、留学生仲間だった松田正久が、新聞を出すから社長になってくれと誘ってきた。この新聞は自由党結党に向けて準備され、明治14年（1881年）3月18日に創刊された『東洋自由新聞』であった。西園寺が社長、松田が幹事、中江兆民が主筆、光妙寺三郎が編集委員を務めた。西園寺は後に「ほんの遊戯気分だった」「新聞は中江や松田が相談して始めたと世間では話されているがそうではなく、中江は自分が引きずり込んだ」と回想している。新聞の論調はフランスの共和政治よりイギリス流の立憲君主制が優れていると説くなど比較的穏健なものであったが、政府や宮中で物議を醸し、右大臣の岩倉具視や三条実美、兄の徳大寺実則らは社長を辞めるよう強要した。3月中には社長を辞任するよう求める明治天皇の「内諭」まで出されているが、新聞紙上で天皇に拝謁して事情を説明すると反発している。しかし4月8日に宮内省に呼び出され、宮内卿である兄実則の手によって、社長を辞任するようにという明治天皇の「内勅」が下されたため、西園寺は社長辞任を余儀なくされた。東洋自由新聞も発行部数が減少していったため、4月30日発行の第34号にて廃刊に追い込まれた。

### 伊藤博文の腹心

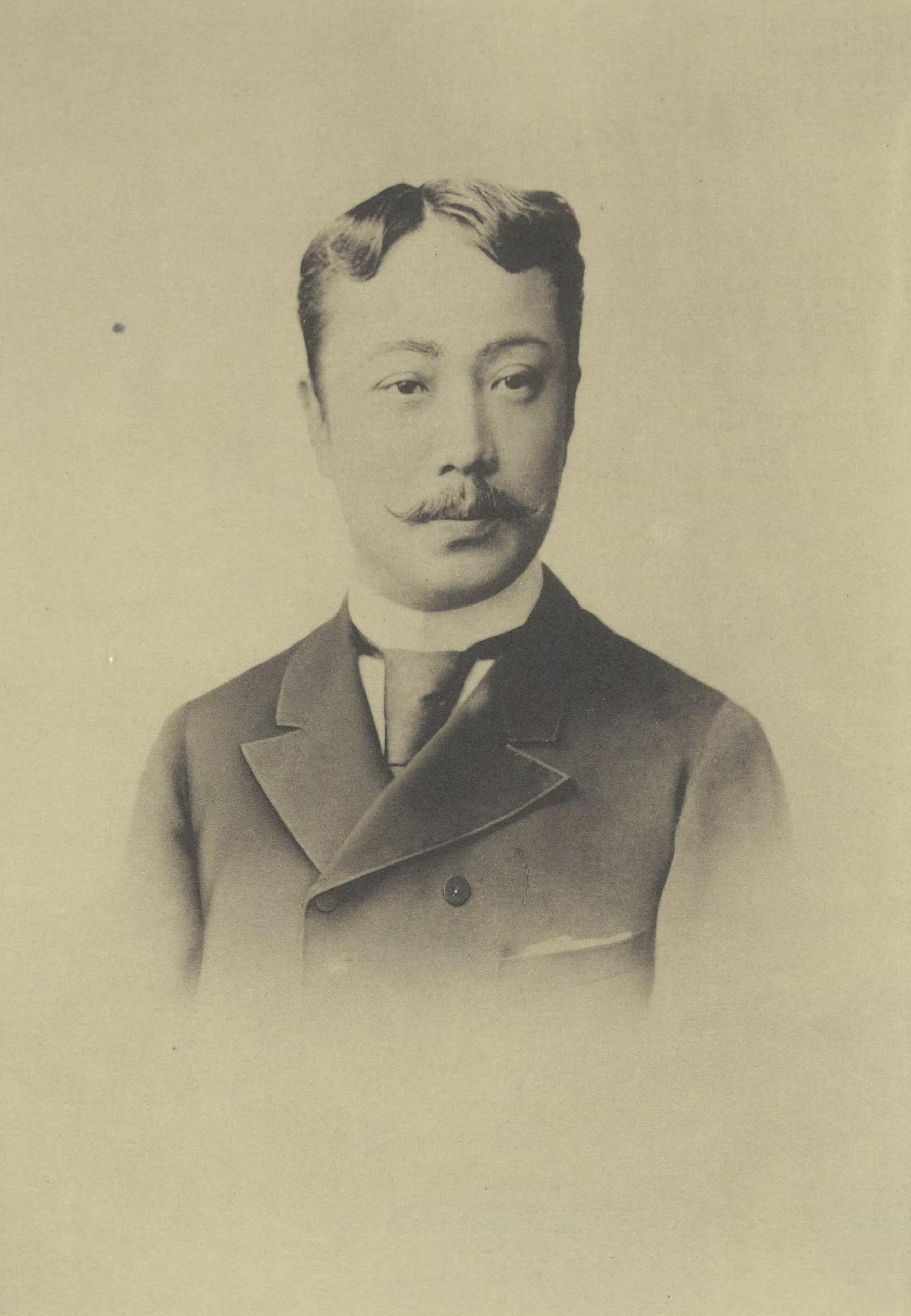
駐独公使時代の西園寺

明治14年（1881年）11月24日、西園寺は参事院議官補に任じられ、官界に入った。参事院は伊藤博文が国会開設の準備のために設置した機関であった。翌明治15年（1882年）に伊藤が憲法調査のためにヨーロッパを歴訪することになった際には、その随員に選ばれた。ヨーロッパでフランスの法制を調べるなかで、伊藤の知遇を得た 。またウィーン大学ではローレンツ・フォン・シュタインに伊藤とともに憲法思想を学んでいる。明治16年（1883年）8月4日に帰国し、参事院議官に任じられた。明治18年（1885年）には駐オーストリア＝ハンガリー帝国公使となり、再びシュタインに学ぶことになった。また、ウィーン滞在中であった陸奥宗光と親しくなり、彼とともに伊藤の腹心としての地位を固めていくことになる。翌明治19年（1886年）6月には帰国し、8月には法律取調委員に任命された。明治20年（1887年）6月には駐ドイツ帝国公使兼ベルギー公使となり、9月20日にはローマ教皇庁派遣の特命全権公使を命じられ、日本を離れた。ローマを経て12月10日にベルリンに到着したが、その4日後には最初の子である新子が生まれている。ドイツでは条約改正交渉などの任に当たったが、半年ほどで中断となり、極めて暇になった。公使時代の西園寺は1年の3分の1はパリで過ごしていたという。明治22年（1889年）にはリウマチを発病し、これは生涯の持病となった。この外国駐在期間の間、伊藤とは絶えず連絡を取り、政策に関する意見を述べている。
明治24年（1891年）8月にようやく帰国し、9月には賞勲局総裁に任じられた。閑職であり、不満もあったが、井上馨が知り合いの財界人に勲章を授けるよう圧力をかけてきたときにははっきりと拒絶し、「わからぬ奴」と不興を買っている。明治25年（1892年）10月からは賞勲局総裁と兼任で民法商法施行取調委員長、翌年には貴族院副議長、法典調査会副総裁となっている。以降、西園寺は公務でやむを得ない場合以外は調査会の会合に必ず出席し、あまり出席しなかった総裁の伊藤博文に代わり、実質的な総裁として民法や商法の審査に当たった。西園寺はこの中で戸主制度や隠居制度は封建時代の余習だとして廃止を提案している。
明治27年（1894年）には病気で辞任した井上毅の後任の文部大臣として、第2次伊藤内閣に初入閣を果たした。西園寺はいきすぎた日本中心主義を否定し、女子教育発展をもとめるなど、日本を西洋諸国のように開明進歩させる教育を唱えた。また翌明治28年（1895年）には親友の陸奥宗光外相が病気のため、外務大臣臨時代理をつとめ、乙未事変などの朝鮮半島問題への対応に当たった。明治29年（1896年）5月に陸奥が外相を辞任すると、西園寺は正式な外相となり、文部大臣と兼任したが、8月に伊藤内閣が倒れ、第2次松方内閣で数日間大臣を務めた後、両大臣を辞任した。11月には
法典調査会副総裁も辞任し、フランスへと旅立った。西園寺はフランスで教育制度や軍の内閣による統制などを研究するつもりであった。しかし、翌明治30年（1897年）に虫垂炎にかかって瀕死の状態となり、「自殺する権利すらある」と主張して皆が止める中日本に帰国した。
病がようやく癒え、明治31年（1898年）1月に第3次伊藤内閣が成立すると、ふたたび文部大臣となった。文相時代には第二次教育勅語の作成にあたったが、実現しないまま虫垂炎の後遺症を発病し、4月30日に辞任した。

### 政友会総裁

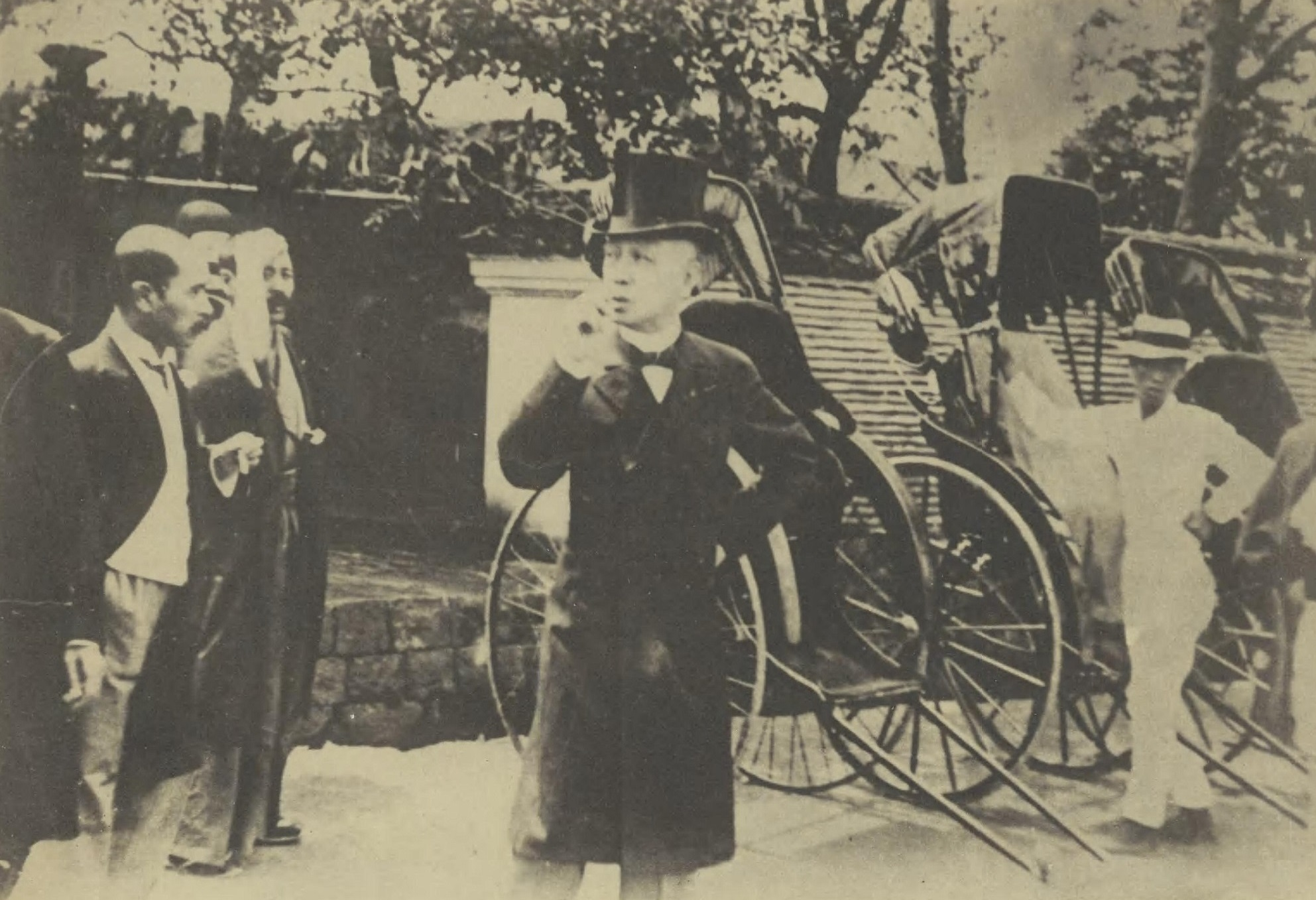
新総裁として政友会本部を訪れた西園寺（1903年7月14日）

明治33年（1900年）には伊藤による立憲政友会旗揚げに創立委員として参画し、最高幹部である総務委員の一人となった。10月19日には第4次伊藤内閣が発足したが、伊藤は当時病中であり、10月27日に西園寺が班列（後の無任所大臣）として入閣、12月12日まで内閣総理大臣臨時代理として伊藤の代役を務めている。また臨時代理就任と同日に枢密院議長にも就任している。
明治36年（1903年）、伊藤が山県有朋らの策謀で政友会総裁を辞任せざるを得なくなり、西園寺は伊藤の指名によって即日政友会総裁となり、枢密院議長を辞任した。伊藤の辞任で政友会は動揺し、33%の代議士が離党するほどであったが、なんとか第一党の地位を保持することはできた。ただし党務の実権は、幹部である原敬らによって握られていた。日露戦争時には野党であったため特筆する活動はなく、明治37年（1904年）9月には上海など清国への旅行を行っている。戦争の勝利が見えてきた12月になると、桂太郎首相は政友会の協力を得るため、戦後の政権受け渡しの密約（情意投合）を結んだ。

### 桂園時代と大正政変

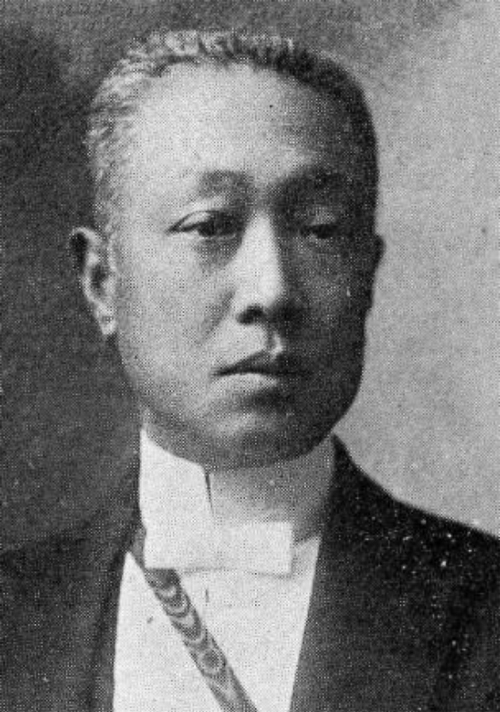
1906年、内閣総理大臣在任時

明治39年（1906年）1月7日、第1次桂内閣から禅譲される形で第1次西園寺内閣が成立した。内閣には政友会出身者が原敬（内務大臣）と松田正久（法務大臣）の2名しかおらず、桂の協力もうけ、各藩閥などにも配慮した構成であった。内閣は日露戦争後の南満州からの撤兵問題、カリフォルニアの排日運動への対処、日露協約の締結などに取り組んだ。また首相時代には高名な文士たちを招いた「雨声会」という会を主宰し、大正3年（1914年）までに7回開催されている。明治40年（1907年）ごろから西園寺の健康状態は悪化し、しばしば弱音を漏らすようになった。明治41年（1908年）1月には、山縣伊三郎逓信大臣と阪谷芳郎大蔵大臣を更迭するよう元老からの圧力が強まり、西園寺は両名とともに辞表を提出したが、西園寺のもののみ却下されている。組閣を目指す桂の動きが活発になり、伊藤の支援も十分に受けられない西園寺は健康上の問題もあって、6月に辞職の意志を固め、7月4日に総辞職した。
首相辞任後、西園寺は病を理由に政友会総裁の活動も積極的に行わないようになり、原が事実上最高実力者となった。原は「西園寺のあまりに冷淡なると、松田の余りに狡猾なる」ことを批判し、西園寺が桂と会って話し合ったことを詰問して陳謝させることもあった。政治上は対立していたが、西園寺は桂に「君と僕とにて国家を背負ふて立とうではないか」と言うほど2人の関係は良好であった。また、愛妾を同伴して酒を酌み交わす会をたびたび開き、養子の八郎が桂の秘書官となるなどの交流もあった。明治44年（1911年）8月、桂と原の交渉の結果、桂内閣が辞職し、後継首相に西園寺が就任することになった。
8月30日に成立した第2次西園寺内閣は、内閣の構成をほとんど政友会が決めるなど、独自性が強いものになったが、それは西園寺よりも原の影響が大きいものであった。この内閣では明治天皇の崩御と大正天皇の践祚、辛亥革命後の中国への対応に当たった。大正天皇の践祚に当たっては8月13日に補国の任に当たっているために、天皇を助けるよう勅語を受けている。西園寺と原は鉄道予算を巡って対立し、一時は原が辞表を西園寺に提出し、西園寺はそれを天皇に奏上する直前にまで至った。
大正元年（1912年）12月、上原勇作陸相が二個師団増設を要求して入れられずに辞職した。この動きには首相の地位をねらった桂の策動があり、後継陸相を得られないことで内閣は存続不可能となり、12月5日に総辞職した。これは陸軍とその背後にある長州閥の動きが原因であるという国民からの大反発を受け、第一次憲政擁護運動が始まるきっかけとなった。首相辞任後、西園寺は前官の礼遇を受け、「将来匡輔ニ須ツモノ多シ宜シク朕カ意ヲ体シテ克ク其力ヲ致シ賛襄スル所アルヘシ」という勅語を受けた。この勅語は後に山縣によって、元老となる根拠とされている。
桂は思惑通りに12月21日に首相に就任したが、国民及び議会の反発は強烈なものであった。翌大正2年（1913年）2月には政友会から内閣不信任案が提出され、桂は天皇に要請して、西園寺に対して不信任案を撤回するようにという勅語を出させた。西園寺は一応政友会議員への説得を行ったが、議員たちはひるまず、不信任案は議会を通過した。西園寺は違勅を理由に総裁を辞任する意向を漏らしたが、原に止められた。桂が2月11日に辞職すると、天皇は後継首相を決める元老の協議に、西園寺も加わるよう要請した。山縣は西園寺に組閣を求めたが健康上の理由で拒否し、西園寺が推薦した山本権兵衛海軍大将が後継首相となった。また西園寺はこの席で、将来は衆議院における多数党の党首が首相となる、イギリス方式を導入してはどうかと提案しているが、元老の賛意は得られなかった。
山本内閣成立後、政友会幹部たちは集団指導体制に移行する方針を決めていたが、西園寺の留任を求める声が高まったため、曖昧な状態にしておくことが選択された。西園寺は京都の別荘清風荘にひきこもり、事実上政治活動の一線から退いた。原と松田は西園寺を一旦総裁に復帰させたのち、後継総裁にその座を譲るという形式を考えたが、西園寺は健康上の理由を原因に総裁復帰を承諾しなかった。同年に松田が病死し、原が後継となることは誰の目にも明らかとなった。大正3年（1914年）3月、山本内閣がシーメンス事件で総辞職し、後継首相を決める元老会議に西園寺も呼ばれたが、先年の違勅問題を理由に上京しなかった。政友会は再び野党となり、体勢を立て直す必要に迫られた。西園寺の総裁復帰を求める声も高まったため、西園寺は5月に総裁を原に譲ることを明言し、6月18日の総会で、原が正式な政友会総裁に就任した。総裁を退いたとはいえ、宮中や元老に近しい立場の西園寺は、原にとってもかけがえのない存在であり、かつての確執も修復されていた。政友会が第二党に転落した際に原は、西園寺に組閣を働きかけているが拒否されている。大正5年（1916年）、西園寺は清風荘から静岡県興津の旅館、水口屋の勝間別荘に移り、そこを爾来の拠点とした。

### 元老の一人

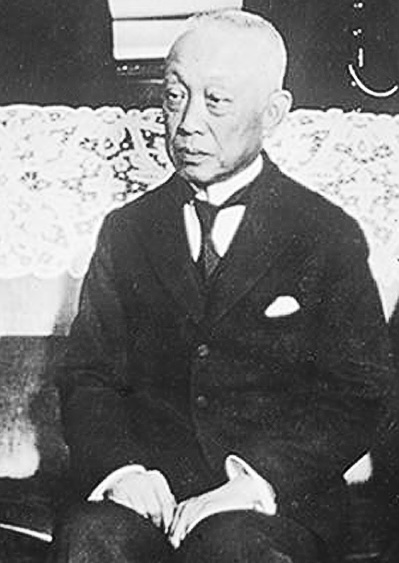
パリ講和会議時の西園寺

第2次大隈内閣の後半になると、首相大隈重信は後継に加藤高明をつけようと模索していた。西園寺は大正5年（1916年）3月に大正天皇に拝謁し、加藤はまだ適当ではなく、原か寺内正毅が適当であると奏上している。8月には山縣の邸宅で後継首相について元老たちと協議している。10月の大隈内閣総辞職後、山縣は西園寺も元老会議に加えるよう奏上し、天皇の裁可を得た。これにより西園寺は正式に元老の一人となった。この会議では寺内正毅が首相に奏薦された。
大正7年（1918年）、寺内内閣が行き詰まりを見せると、後継首相には第一党である政友会総裁の原が有力となった。政党嫌いの山縣は原を避けるために松方と協議して、9月20日に西園寺に首相就任を勧めている。翌9月21日に西園寺が天皇に拝謁したおり、組閣の大命が下った。西園寺は一両日の猶予を願った後に辞退し、後継首相に原を奏薦した。こうして原内閣が成立すると、西園寺は原の後見人的存在となった。

### パリ講和会議

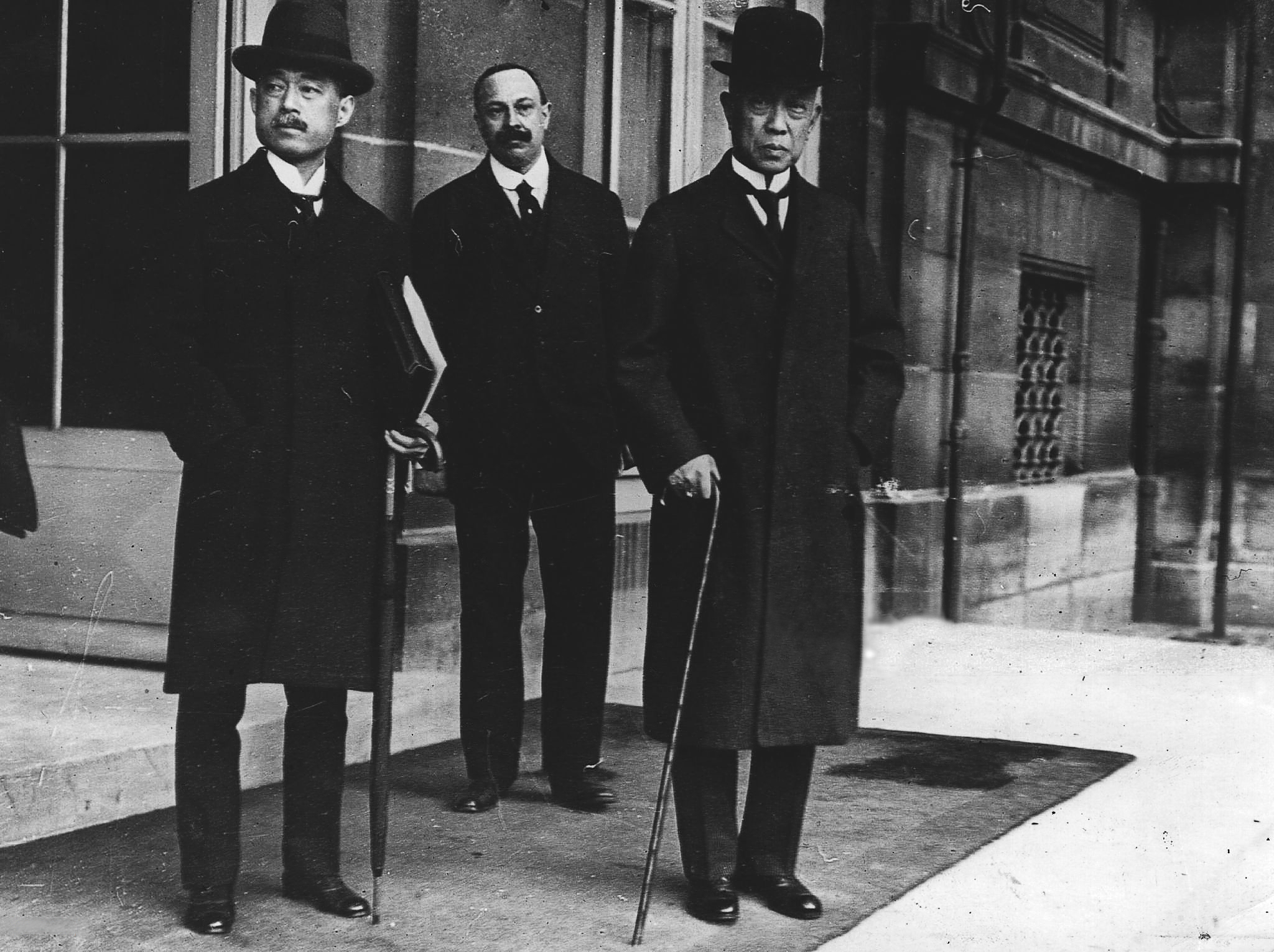
講和会議当時、日本代表として出席した松井慶四郎駐仏大使（左）と西園寺全権（右）

そのころ第一次世界大戦が終結し、パリ講和会議が開かれることとなった。大国の首脳が集まるこの会議に、日本としてもそれなりの代表を送る必要があった。原首相と内田康哉外相が協議し、首席全権として西園寺を派遣する方針を決めた。西園寺は健康上の理由から辞退しようとしたが、12月18日に応諾した。この際、「無謀」であるが、老体を犠牲にするという覚悟を原に示している。しかし決定が遅れたことと、西園寺のために船室を改装する必要があったため、西園寺が出発したのは牧野伸顕や珍田捨巳といった他の全権が出発してから1ヶ月後の大正8年（1919年）1月14日のことであった。西園寺と同行したのは妾の奥村花子、娘の新子と八郎の夫妻、そして近衛文麿公爵らであった。また名門料亭なだ万の主人楠本萬助が板前二人を連れて乗船しており、船倉には日本食のための食材が5トンも積み込まれていた。これは現地で日本食パーティーを開くためのものであった。
西園寺の一行は3月2日にパリに到着したが、フランス側からの出迎えはなかった。日本にとって重要な検討課題の討議は既に行われており、牧野や珍田が交渉の主役となっていた。さらに20年ぶりの訪仏であったこともあり、旧友クレマンソーの語るフランス語を聞くことはできても、話すことはできなくなっていた。また病気がちであったために精力的な活動もできず、会議には参加していたが、発言は一度も行っていない。このため外務省がまとめたパリ講和会議の概要文書で、西園寺が登場するのは4月27日のクレマンソーとの会談のみであった。吉野作造は「何を言ってよいか分からなかったためだ」と批判している。ただ、佐分利貞男は、山東半島問題が紛糾した際に、日本代表団の中から帰国しようという声が上がった際、西園寺が「国際連盟問題は山東問題よりも重要である」とし、「自分一人でもパリに留まる」と発言したことを回想し、日本代表団内部に影響を与えたと指摘している。
講和会議が一段落した後の7月10日にはイギリス国王ジョージ5世に拝謁している。8月24日に東京に戻り、洋行中に建造されていた駿河台の新邸に入った。また9月には興津(清見潟)に住友家の資金で建設された別荘、「坐漁荘」が竣工した。これ以降西園寺は1年の4分の3を興津で暮らし、駿河台の本邸に入るのは政治的な用事があるときのみであった。1年後の大正9年（1920年）9月7日には講和会議の功績で公爵に陞爵した。

### 最後の元老に

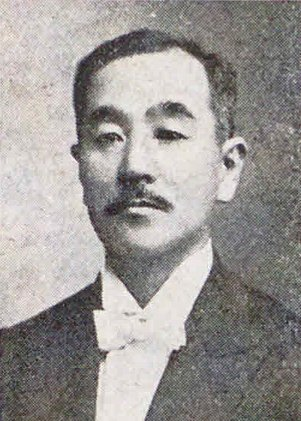
大正10年（1921年）から昭和初期まで西園寺の私設秘書を務めた松本剛吉

大正9年（1920年）10月に問題化した、皇太子裕仁親王（後の昭和天皇）妃候補であった、久邇宮良子女王（後の香淳皇后）をめぐる問題（宮中某重大事件）で、西園寺は当初良子女王の皇太子妃辞退に持ち込もうとする山縣に同調していたが、事態が不利になると問題から距離を取った。問題の収束後、山縣と松方も辞表を提出することになり、宮中に対する二元老の発言力は低下した。このため原首相と西園寺の宮中に対する影響力が強まることになった。
しかし大正10年（1921年）11月4日に原が東京駅で暗殺された（原敬暗殺事件）。京都の清風荘でその報を受け取った西園寺は上京した。次期首相推薦のために召された山縣と大隈は病気のために拝謁を行わず、西園寺は小田原で静養している山縣の元を訪れて協議した。この時山縣は西園寺の首相就任を勧めたが、西園寺は「私はあなたより年が若い。あなたは私より先に死せられるると思ふ。其の時はあなたに代わり宮中の事をお世話申す。それ故請けられぬ。」と拒絶した。西園寺はその後平田東助を推薦しようとしたが断られ、平田の提案もあって後継首相として政友会の高橋是清蔵相を推薦した。結果として政党内閣が存続することになったが、西園寺は当時「政友会の内閣と云ふも、政友会内閣に非ず、陛下の内閣と思ふ。」と考えており、政党内閣が絶対に必要と考えていたわけではなかった。
大正11年（1922年）2月、山縣が病死した。山縣は死の直前に自分の私設秘書であった松本剛吉に、西園寺の元に仕えるよう命じた。これは山縣が西園寺を後継者と認識していたためであり、以降松本は西園寺の元に政治情報を伝える役割を担うことになった。西園寺自身も「山公薨去後は松方侯は老齢でもあり（中略） 自分は全責任を負ひ宮中の御世話やら政治上の事は世話を焼く考なり」と、山縣の後継者であることを意識していた。以降興津(清見潟)の坐漁荘には、政官界の大物が「興津詣」を行うようになった。この年に御殿場の別荘が完成し、7月下旬から9月中旬までの間避暑に訪れるようになった。しかし同年6月、高橋内閣が政友会の内紛で倒れたときには、宮内大臣牧野伸顕が松方と連携し、加藤友三郎を後継首相に選定した。この動きを西園寺は把握しておらず、牧野を薩摩派として警戒するようになった。大正12年（1923年）8月、加藤首相の病状が悪化し、松方も体調が悪化していたため「万事を西公（西園寺）に一任する」こととなった。西園寺は牧野と協議し、今後は元老以外の者と相談せずに摂政（裕仁親王）に後継首相候補を伝えること、摂政からのご下問に答える方式についての確認を行った。8月24日、加藤首相が病死すると、西園寺は「切腹する覚悟」までして、山本権兵衛元首相を首相に推薦した。
12月27日、虎ノ門事件の責任を取って第2次山本内閣が総辞職すると、西園寺が主導権を握って清浦奎吾を後継首相に推薦した。政党に基盤を持たない清浦の推薦は立憲政治を期待する人々からの非難を受け、「元老の名誉は地の底に落ちた」「（西園寺は）天下の怨府」となったと評された。しかし西園寺は次の選挙（第15回衆議院議員総選挙）のために中立的な内閣が必要であると考えており、貴族院を主体とした清浦内閣に一種の選挙管理内閣としての存在をもとめたためであった。しかし清浦内閣は超然主義的な政治運営を行ったため、各政党が反清浦で団結する第二次護憲運動を呼び込むこととなった。このため選挙での清浦派の敗北はあきらかであり、投票前日の大正13年（1924年）5月9日に清浦首相は辞意を伝えていた。
西園寺はこの選挙結果に「何処の国でも政府を握れば選挙干渉位はやるのが当り前のことだ、此政府ののろまさ加減、特に山本、床次、水野と来たら話にならないなあ」と言って笑った。西園寺は議会で多数派を握れないからといって清浦首相が辞任する必要はないとして清浦内閣の存続を促すような意見を伝えているが、これは護憲三派（憲政会、政友会、革新倶楽部）を団結させるために敵としての清浦首相が必要であると考えていたためであった。清浦内閣は選挙後も存続したが、護憲三派の結束を崩すことはできず6月7日に総辞職した。当時、後継首相は最大会派の憲政会総裁加藤高明となることは確定的であったが、一部には政友会総裁の高橋是清とあわせた二人に大命を降下させることも検討されていた。西園寺は加藤単独への大命降下を考えており、勅使徳川達孝侍従長に即答で加藤を奉答している。松方にも下問があったが病気が重篤であったために辞退され、同じく下問をうけた平田内大臣も、西園寺との事前の打ち合わせ通り加藤が適当であると奉答している。西園寺は後年、加藤を大久保利通、木戸孝允、伊藤博文とならべて「一角の人物であった」と評価している。こうして加藤高明内閣が成立した。
7月2日に松方が死去すると、西園寺はただ一人の元老となった。山縣有朋の死後、牧野宮相や松方によるご下問の範囲を山本権兵衛や清浦奎吾に拡大し、元老を再生産しようという動きや、枢密院が諮問範囲に加わるように求める動きはあったが、西園寺はその動きを認めなかった。病中であった平田東助内大臣も当分は西園寺一人に首相推薦の任に当たってもらうほか無く、「元老は西園寺公を限りとし、将来は置かぬが宜し。原が居れば別だが、種切れなり」と考えていた。平田の意見を聞いた西園寺も「平田伯の所説は尤もと思ふ、それは自分の決心し居る処で、世間で何と云はうと，自分は皇室に身を捧げ居る積りゆえ、ご下問等の場合は一人で、御答へ申し上ぐる決心なり」とその意志を明らかにした。平田が辞任した後に牧野が内大臣となり、牧野の後任の宮内大臣には西園寺の推す一木喜徳郎が就任している。大正15年（1926年）10月、西園寺は首相推薦は元老の他に内大臣にも下問があり、西園寺亡き後は内大臣が勅許を受けた上で他の人と相談して行うという方式をとることを確認させている。吉野作造は西園寺が元老を自分の代で自然消滅させようとしていると観察し、伊藤隆、馬場恒吾、升味準之輔といった研究者たちもそう見ている。

### 憲政の常道

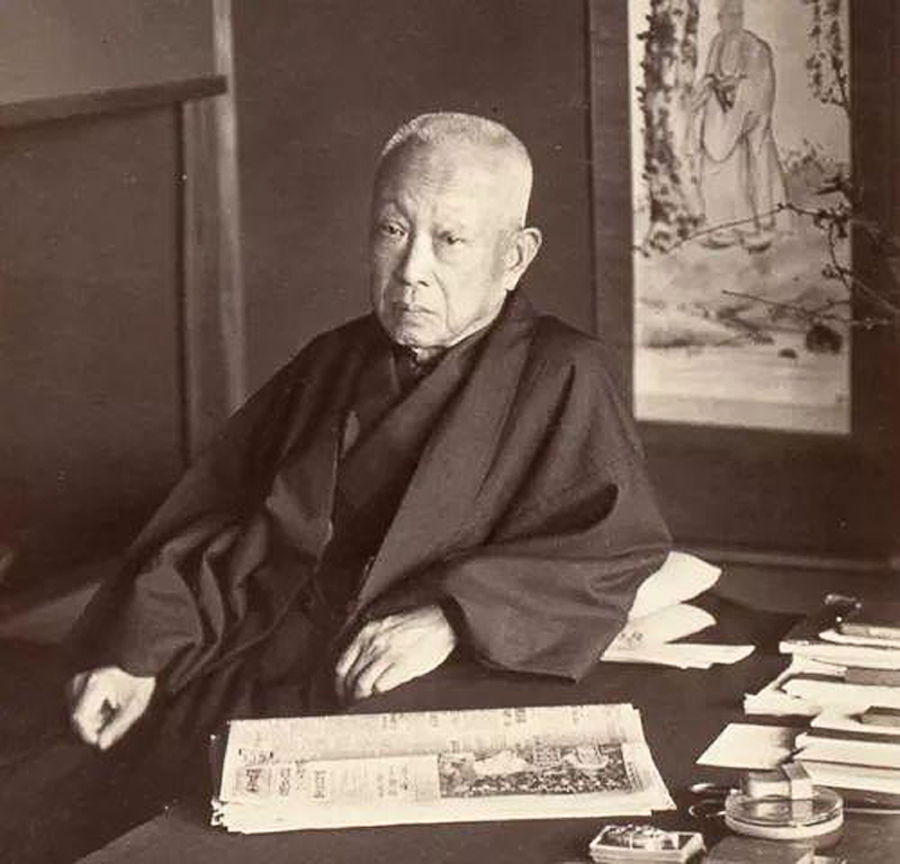
坐漁荘にて

護憲三派の憲政会と政友会の対立は徐々に激化し、大正14年（1925年）4月1日に高橋是清が政友会総裁を辞任し、田中義一が総裁になるとその動きはいよいよ加速した。7月1日にはついに第1次加藤高明内閣は崩壊し、加藤首相は辞表を摂政宮裕仁親王に奉呈した。摂政宮は西園寺に諮問したが、西園寺は「（今回の政変は）左程の事にあらざる」として、上京しなかった。西園寺は坐漁荘に牧野内大臣と一木宮内大臣を呼び、あらためて加藤への大命降下を求めた。牧野も同意見であり、8月1日に憲政会単独の第2次加藤高明内閣が成立した。
しかし翌大正15年（1926年）1月21日、帝国議会の質疑中に加藤首相が発病し、そのまま1月28日に死亡した。憲政会は後継総裁として若槻禮次郎内相を選出した。西園寺は若槻を「首相の器に非ず」と見ていたが、「議会中のことなり、前年原の例もありし故、此際は仕方ない」として若槻を首相に推薦した。5月には西田税らが牧野内大臣らの金銭スキャンダルを書いたパンフレットをばらまく事件が起きたが、西園寺は平沼騏一郎枢密院副議長との会談で婉曲に牧野を支援する姿勢を示し、事件を終息させている。
12月に大正天皇が崩御し、昭和元年となった。12月28日、践祚直後の昭和天皇は閑院宮載仁親王、首相若槻礼次郎、そして西園寺に「匡輔弼成（天皇を助ける）」事を命じる勅語を下している。翌昭和2年（1927年）に第1次若槻内閣が崩壊すると、昭和天皇は牧野内大臣を通じて西園寺に下問を行った。勅使となった河井彌八侍従次長は、牧野が「憲政の常道」に従って第二党の政友会総裁である田中義一への大命降下が適当だと考えているという事を伝え、西園寺も同意見であると述べ、田中義一に大命が降下した。

#### 満州某重大事件
田中は首相就任後に大規模な内務省官僚の人事異動を行い、昭和天皇の不興を買った。天皇は牧野に対して、田中に注意してよいかと質問した。牧野は西園寺を通じて田中に警告させる方式を考えたが、西園寺は天皇が官僚の異動にまで関与することを好ましく思っておらず、田中には軽く伝える程度にしておいた。しかし結局牧野が天皇の意向を田中に伝え、8月30日に田中が天皇に謝罪するに至っている。
昭和3年（1928年）6月4日、関東軍の参謀河本大作大佐による張作霖爆殺事件が勃発した。西園寺は7月か8月の時点で犯人は関東軍参謀であることを察知し、田中首相に対して断乎とした処罰を行うよう勧告した。西園寺に影響された田中は12月24日、犯人は日本陸軍のものであり、犯人を厳罰に処する方針を天皇に奏上していたが、閣内や陸軍の圧力に敗れ、徐々に軟化していった。天皇はこの方針が不満であったが、陸軍全体の意向に反対する形の処置は後継内閣すら作れない事態を招くことになり、田中に何らかの責任を取らせるべきだと考えるようになった。昭和4年（1929年）6月27日、田中が事件の最終報告を奏上することになると、天皇と牧野、一木宮内大臣、鈴木貫太郎侍従長らは、田中を問責する意向を固め、西園寺に内々で相談した。牧野は西園寺が賛成すると考えていたが、西園寺は問責の言葉が田中の辞任につながると反対した。結局天皇と牧野らは西園寺の意見に従わず、田中を問責した上で、釈明のための拝謁を拒絶するという行動に出た。田中は辞任を決意し、閣僚や政府内、軍の強硬派による牧野ら宮中グループに対する反感は強まり、昭和天皇は宮中グループに左右される弱い存在であるという認識が持たれるようになった。西園寺は中立的な調停者の立場をとるために、次第に事件処理問題からは距離を取っていた。事件の公表に反対し、牧野らを批判する小川平吉鉄道大臣と面会したときにも「師父」と形容される程信頼を持たれるよう対応していた。

#### 民政党内閣期

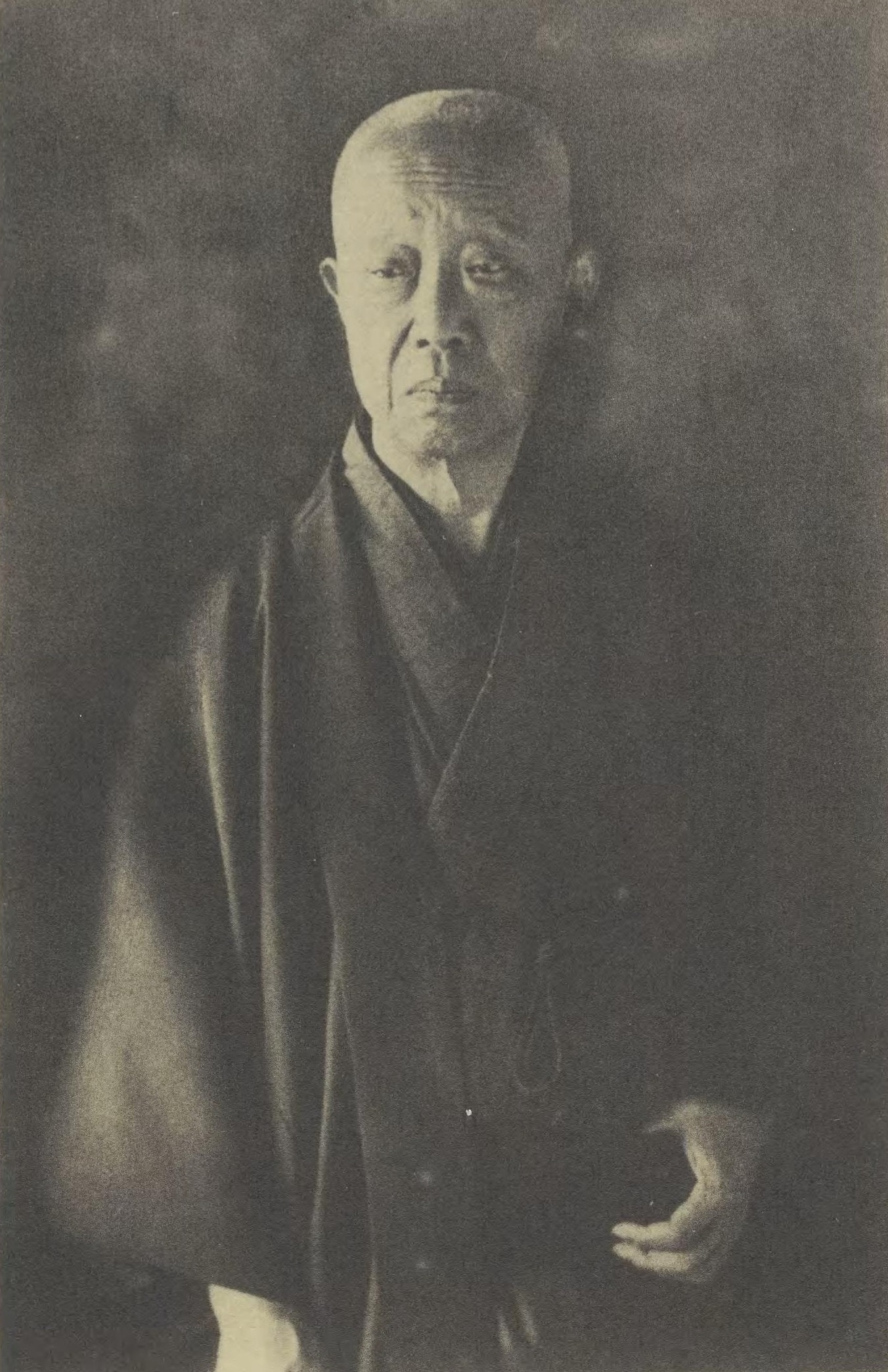
濱口内閣推薦の当日の西園寺（1929年7月2日）

西園寺は田中の後任として、「憲政の常道」に従い、民政党総裁の濱口雄幸を推薦した。
昭和5年（1930年）にロンドン海軍軍縮会議が開催されることになると、西園寺は条件にこだわらず条約を成立させるべきと考えており、濱口首相や牧野・一木・鈴木らの宮中グループにその意見を伝えている。幣原喜重郎外相は会議前に西園寺に会おうとしたが、このころ西園寺は、孫からうつされた風邪をこじらせ、非常な高熱で伏せっていたため、会うことはできなかった。西園寺は高熱でうなされながら「軍縮」「イタリー」「フランス」とうわごとを言い、目が覚めると「軍縮はどうなりましたか」と秘書の原田熊雄男爵に問いかけるほどだった。原田が条約は成立する見込みだと伝えると、「それで安心しました」と安堵したという。
病が癒えた後、ロンドン条約の批准に対して枢密院が反対の意志を示すと、西園寺は内閣によって枢密院議長と副議長を更迭してもいいと激励している。結局ロンドン条約は無事批准されたが、条約に不満を持つ海軍内の強硬派や枢密院の宮中グループと民政党に対する不満はさらに募った。西園寺に対しても不満を持つ者が現れたが、この時点ではまだ、強硬派にとっても調停者としての権威を保持し続けていた。
11月、濱口首相が東京駅で狙撃され、病状が悪化して昭和6年（1931年）4月に総辞職すると、西園寺は民政党の後継総裁となっていた若槻を再び推薦した。西園寺は政友会に人気がなく、中間内閣にも適当な人がおらず、また首相暗殺により政権交代させると暗殺を奨励することに成りかねないとして民政党内閣の存続を決めている。このころ、西園寺邸によく出入りしていた宇垣一成陸軍大将を担いだクーデター未遂事件、「三月事件」が発生した。
8月に事件を知った西園寺は、参謀総長閑院宮載仁親王や秩父宮雍仁親王に話して事件の元兇である二宮治重参謀次長らを更迭しようと考えたが、西園寺に近い原田や近衛文麿、牧野らは陸軍を刺激することを怖れ、結局報告は行われなかった。
9月18日に満州事変が発生すると、西園寺は原田に対し、事件の片がつくまでは若槻首相を決して辞めさせてはならないと牧野内大臣と鈴木侍従長に伝えるよう命じた。また陸軍が越境に関して奏上してきた場合には、天皇は即時に許さず、後で処罰が行えるようにしておくべきだとも伝えている。
しかし、西園寺の意見が伝わる前に陸軍は上奏を行い、天皇が陸軍に処分を下す機会を逃してしまった。さらに、若槻が陸軍に妥協的になったため、満州事変の拡大を防ぐことはできなくなってしまった。若槻内閣は事変を収拾することもできず、安達謙蔵内相が政友会との「協力内閣」の成立を唱えたために民政党も混乱に陥り、12月11日に若槻内閣は総辞職した。
12月12日、西園寺は上京し、牧野・一木・鈴木と相談し、政友会総裁の犬養毅を推薦することで一致した。西園寺は後に「事情已むを得なかったし、また当然なこととも思っている。」と語っている。こうして翌12月13日に犬養内閣が成立した。
当時の政治評論家馬場恒吾が犬養内閣の成立に当たって、西園寺が「憲政の常道を守った」と評価したように、この時期の西園寺は「憲政の常道」に従って、衆議院の第2党から後継首相を推薦していた。このため吉野作造のように「まごう方なき政党内閣論者なることは明白である」と評価する者もいるが、伊藤隆、升味準之輔といった研究者は、西園寺が「其時の模様にて中間内閣も己むを得ざることあるも計り難し」と語って中間内閣の可能性を常に忘れていなかったと指摘している。桜内幸雄は、西園寺が衆議院だけでなく貴族院会派も憲政の内であると認識していたと指摘している。憲政の常道についても西園寺は高橋内閣の崩壊時に「憲政の常道又は純理論等は分らぬ議論」で政権を要求する憲政会を批判している。ただし伊藤之雄は、この時期の元老や内大臣が、憲政の常道論を受け入れていたことを指摘している。

### 政党内閣の終焉
軍部は満州国を建設して事変の権益を確保し続けようとした。西園寺は上京して満州国承認を認めてはならないと犬養首相らに働きかけていたが、昭和7年（1932年）5月15日、犬養首相は海軍青年将校によって暗殺された（五・一五事件）。陸軍は政党内閣の成立に猛反発しており、政党内閣には陸軍大臣を出さないと参謀本部第二部長永田鉄山少将が言明するなど、内閣が成立すらできかねない状況であった。また森恪内閣書記官長らは平沼騏一郎枢密院副議長による内閣を企図していたが、彼はファシスト的な革新派の一員であった。昭和天皇は西園寺に「ファッショに近き者は絶対に不可なり」と鈴木侍従長を通じて伝えており、西園寺も同意見であった。西園寺は牧野内大臣ら、高橋臨時首相代理や若槻民政党総裁といった政治家、陸海軍の元帥、平沼と親しい倉富勇三郎枢密院議長とも面談した上で、5月23日に海軍大将の斎藤実元海軍大臣を推薦した。西園寺は斎藤が政党でも強硬派でもない中間的な存在であり、「何もなさず、ただ四方に刺激を与えない」存在であることを祈っていた。西園寺は「このたびは随分骨が折れた」と述懐したが、平沼や陸海軍の強硬派らが持っていた、西園寺の中立性に対する信頼は大きく損なわれた。
この事件の後、坐漁荘には鉄筋コンクリート造りの書庫が建てられたが、万一の際の避難用であったと見られている。また昭和7年（1932年）の血盟団事件では暗殺対象の一人となった。その後も西園寺暗殺を狙う者が1934年（昭和9年）、1935年（昭和10年）と坐漁荘を訪れ検挙されている。

### 揺らぐ権威
満州事変以降、中国大陸における日本軍の活動はいよいよ拡張的となった。西園寺はリットン調査団の報告書に批判的な新聞報道に不快感を示している。西園寺は国際連盟脱退には反対であったが、内外の情勢から脱退は不可避であると考えるようになった。このため国際連盟脱退に関する元老への諮問や重臣会議の開催を行わせないようにし、せめてその権威失墜を防ごうとした。昭和7年（1932年）8月から、首相推薦の仕組みを変更することが検討された。昭和8年（1933年）2月28日、最初に内大臣に下問があり、内大臣は元老に下問するよう奉答し、元老は判断によって内大臣や枢密院議長、そして首相経験者である重臣と討議するという方式が決定された。
そのころ牧野内大臣や一木宮内大臣に対する軍部からの攻撃は強まり、健康を害したこともあって二人は辞意を漏らすようになった。昭和9年（1934年）に反西園寺派の倉富枢密院議長が引退すると、西園寺はその後任に一木を就任させ、後任の宮内大臣には湯浅倉平を就任させた。倉富が後任としようとし、ゆくゆくは首相となることをねらっていた平沼を、西園寺は要職に就けるつもりはなかった。斉藤内閣崩壊の原因となる帝人事件は、平沼の策動によるものであった。
5月に斉藤首相が辞意を固めると、斎藤は後継首相として岡田啓介海軍大将が適当であると西園寺に推薦した。この人選には牧野内大臣や湯浅宮内大臣も同意していたが、西園寺はもうすこし頑張ってほしいと伝えた。しかし7月3日、斉藤内閣は総辞職した。西園寺は当時体調を崩していたが、7月4日に上京し、内大臣および重臣と協議した結果、岡田が適当であると上奏した。
西園寺は中立的な立場を取ろうとしていたが、しだいに国粋派の憎悪を買うようになっていた。青年将校によるクーデターの対象にも加えられ、新聞には西園寺に対するテロ未遂事件が取り上げられるようになった。坐漁荘に派遣される警官も2名増員され、警備が強化されている最中、少年血盟団ともいうべき団体構成員が、短刀と斬奸状をもって坐漁荘を訪れ逮捕される事件も発生した。
一木枢密院議長が体調を崩し、岡田首相も天皇機関説問題などで窮地に立つ中、西園寺は二人を「死ぬまでやったらいいじゃないか」と激励している。機関説問題では西園寺も批判の対象となり、「元老重臣の大謀叛」という怪文書がまかれ、在郷軍人会の代表が坐漁荘を訪れる程であった。12月26日には牧野内大臣がとうとう辞任し、西園寺は後任に斎藤前首相を推薦した。岡田首相は近衛文麿が人心一新の点から好ましいと考えていたが、西園寺は首相を経験してからがよいと考えていた。

### 二・二六事件

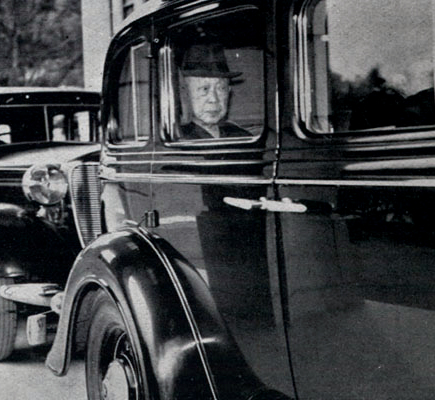
宮内省を退出して定宿としていた麻布の住友別邸に戻る西園寺（1936年3月4日）

昭和11年（1936年）の二・二六事件においては、決起将校の一部が西園寺襲撃を計画していた。対馬勝雄・竹島継夫らをはじめとする将校が、愛知県豊橋市の陸軍教導学校の生徒120人を使って坐漁荘を襲撃する予定であった。しかし将校の一人が生徒を利用することに反対したため、襲撃計画は中止された。
2月26日の午前6時半、秘書の中川小十郎が事件の報告に訪れた。西園寺は顔色一つ変えず、「またやりおったか、困ったものだ」とつぶやいた。坐漁荘の警備は80名に増員され、側近たちは田舎に避難するよう勧めたが、西園寺は連絡が取れない場所に移っては、天皇からの下問に答えられないと拒否したため、静岡県警察部長官舎に移ることになった。しかし暖房設備がなかったため、さらに知事公舎に移った。西園寺は始終笑顔を振りまき、晩酌を楽しむなど落ち着いたものであり、東京の情勢が落ち着いたという報告を受けた2月27日には、どうせ死ぬなら坐漁荘がよいということで坐漁荘に戻ることになった。しかし二・二六事件で西園寺が信任する斎藤内大臣が殺害され、鈴木侍従長が重傷を受けたことは西園寺にとって大きな打撃となった。湯浅宮内大臣と一木枢密院議長は後継の内大臣として近衛文麿貴族院議長を推薦し、西園寺もこれを考慮していたが、近衛は病気と称して辞退した。西園寺は湯浅宮内大臣を内大臣にする案を考えたが、天皇から勅使派遣ではなく、電話にて西園寺の上京が求められた。西園寺は当時ひどい腰痛と腹痛に悩まされてたため、病状が安定した3月2日に上京した。
西園寺は上京するや参内し、湯浅宮内大臣、一木枢密院議長、木戸幸一内大臣秘書官長と協議した。一木は平沼を推薦したが、西園寺は近衛が適任だと思っており、木戸もこれに同意した。3月4日、西園寺は宮内省に近衛を呼んで首相就任を求めたが、近衛は病気を理由に辞退しようとした。「元来重臣と自分は考えが違う」ため、革新派と元老の板挟みになることを嫌ってのことだったが、しかし西園寺は近衛を推薦し、同日午後4時に近衛に対して組閣の大命が下った。しかし近衛はやはり病気を理由に大命を拝辞し、西園寺らは再び後継首相の協議を行うことになった。その日の夜、一木が外務大臣広田弘毅を提案し、西園寺らもこれに同意した。木戸と近衛、吉田茂らが広田を説得し、3月5日に広田に大命が下って3月9日に広田内閣が発足した。また湯浅宮内大臣が内大臣に、松平恒雄が宮内大臣となっている。
近衛は若いころから西園寺の側におり、西園寺も前途に期待をかけていた。しかし近衛は満州事変ごろから西園寺と思想の袂を分かち、陸軍や革新派に近づくようになっていた。西園寺はこのことを惜しみ、「なんとか近衛を地道に導く方法はないだろうか」と考えるようになった。また3月13日には一木枢密院議長が辞任したことにより、西園寺が拒み続けていた平沼が枢密院議長に就いた。西園寺は「種々やってみたものだけれど、結局人民の程度しかいかないものだね。」と諦観にも似た感想を漏らしている。

### 元老の退場
昭和12年（1937年）1月23日、広田内閣は陸相寺内寿一の辞任によって崩壊した。湯浅内大臣と松平宮内大臣は平沼枢密院議長の意見を聞いた上で即日坐漁荘に連絡を取ったが、西園寺は平沼の意見を取り入れる気はなかった。西園寺が風邪をひいていたため、坐漁荘を湯浅内大臣が訪れ、協議を行った。西園寺はこの席で宇垣予備役陸軍大将が軍部を押さえられると思って推薦した。しかし陸軍は宇垣の組閣に反対し、陸軍大臣を出すことを拒否した。宮中も強力な手段をとって宇垣に協力することは困難であると認識し、宇垣は大命を拝辞することになった。1月29日、再び湯浅内大臣が坐漁荘に派遣された。西園寺と湯浅は平沼枢密院議長を第一候補とし、第二候補として林銑十郎予備役陸軍大将を挙げた。平沼が辞退したため、林が大命を受け、林内閣が成立した。西園寺は宇垣組閣の失敗に落胆し、二度目に坐漁荘を訪れた湯浅に対し、「天皇に拝謁することもできず、また人も知らない」として、天皇の下問と奉答を辞退したい意向を述べた。しかし湯浅内大臣や木戸宗秩寮総裁はこれを受け入れなかった。
5月31日、第20回衆議院議員総選挙での敗北によって林内閣が総辞職すると、西園寺に再び下問が行われた。候補としては杉山元陸軍大臣も挙がっていたが、この際は近衛を推すことに決めた。近衛内閣の外相には当初永井柳太郎が挙がっていたが、西園寺らが難色を示したために広田元首相が外相となることになった。第1次近衛内閣成立以降、西園寺は「近衛内閣の評判も割合悪くないようじゃないか」と機嫌をよくしていたが、7月7日に起こった盧溝橋事件によって心を痛めるようになった。西園寺は「こうちょいちょいいろんなことを支那でやると結局非常な損害を蒙る。思わぬところに国を持って行かれちゃあ困る。」「支那人だって日本人より利口な人もおり、また支那人だけでなく外国人で日本の肚を見透かしているものもいる。」「よほど日本もしっかりやらないと、みんなから馬鹿にされることになる」と危惧していた。また新聞が「断乎一蹴」「断乎一撃」などの言葉を使い、「さかんに人を殺したり、その数が多ければ多いほど褒め称える」風潮についても懸念を示していた。近衛についても、大陸の戦局の見通しなどについて危惧を持っていたが、希望は捨てきれないでいた。昭和13年（1938年）5月23日、広田外相の後任として宇垣の名が上がったが、西園寺は首相候補である宇垣に傷をつけてはいけないと反対している。しかし近衛は宇垣を外相とし、西園寺の意向を無視している。西園寺は近衛には同情していたものの「今の政府のすることは矛盾だらけ」と批判的であった。10月下旬になって近衛が首相を辞任し、内大臣に移りたいという意向を示すようになると「筋が通らない」として反対し、陸軍の支持が厚い近衛が宮中に影響力を持つようになることを防ごうとした。
昭和14年（1939年）1月4日、近衛内閣は総辞職した。湯浅内大臣は坐漁荘を訪れて協議したものの、「自己の責任」において平沼枢密院議長を推薦した。これ以降首相の推薦は内大臣が行い、一応元老の意見も聞くという形になった。西園寺はこのころから「報告を受けるだけ」、何も反応しないという状態になり、「どうも何をやっているんだか。内政も外交も自分にはもうちっとも判らない」「日本人の程度がまだまだ低い。やはり到底外国人には及ばない」と気力を無くしていた。影響力もはっきり低下し、平沼内閣が辞職して後継首相を決める際に「捨て身でやってほしい」と述べ宇垣や池田成彬の名を上げたものの、結局湯浅内大臣や近衛によって阿部信行陸軍大将が候補となり、西園寺もこれに同意を与えた。

### 最期
昭和14年（1939年）2月以降、西園寺はたびたび体調を崩し、昭和15年（1940年）の夏には恒例となっていた御殿場の別荘への避暑も行わず、坐漁荘の居室に冷房設備を取り付けた。西園寺は死期を悟り、親しい人物に形見分けとして金銭を贈った。7月16日に米内内閣が崩壊し、後任に近衛が推薦される動きとなった。7月17日に西園寺のもとを内閣秘書官長石渡荘太郎が訪問して、同意が求められたが、西園寺は「この奉答だけは御免蒙りたい」として奉答を拒絶した。西園寺は「今頃、人気で政治をやろうなんて、そんな時代遅れな者じゃあ駄目だね」「踏みとどまってもやるだけの決心があるか」と近衛の資質に対して疑念を持っていた。第2次近衛内閣では反対し続けた日独伊三国同盟が成立し、「まあ馬鹿げたことだらけで、どうしてこんなことだろうと思うほど馬鹿げている」と嘆いている。
11月、西園寺は腎盂炎を発症し、それ自体は完治したものの11月24日午後9時54分に衰弱に耐えられず遂に薨去。享年92（満90歳没）。贈従一位。西園寺は「俺は死んでも坊主や神主の世話にはならぬ」として、国葬も辞退したい意向を持っていたが、結局日比谷公園で壮大な国葬が行われた。数万人が参加し、同日に公開された坐漁荘にも8000人の参観者が訪れた。墓所は多磨霊園に設けられ、東郷平八郎と向かい合うように建っている。

## 政治家としての西園寺
西園寺は聡明で国際的な視野を持ち、学識が深く、文化的にも洗練された人物であるという評価が大勢である。また民主主義の潮流についても支持していたが、一方で大衆の熱狂には批判的であった。
またフランス留学の影響からか親欧米的で、軍部などから国家主義に反する者として「世界主義者」と非難されることもあった。また『原敬日記』の記述から、西園寺は権力への執着が乏しく、政治的な手腕がなかったという見方をされることもあるが、伊藤之雄などのように円熟した政治的手腕を持っていると評価する研究者もいる。西園寺は冷淡で物事に淡泊であるというイメージを、秘書である松本剛吉からも抱かれていたが、これは中立的な人物であることを認識させるため、西園寺自らが広めたイメージである。宮中・財界との姻戚関係を背景に、西園寺は元老として宮中と国務、軍部の調整役を務め、日本の政治をリードし続けた。また、文部大臣在任中に教育勅語の改訂を試みるなど昭和初期の国家主義的政治家とは一線を画す言動を散発的に見せるが、軍部の勢力拡大に抵抗したものの、彼だけの力では戦争回避を成し遂げることはできなかった。
西園寺は立命館大学に寄贈した扁額に「藤原公望」と西園寺家の本姓で名前を記したように、自らが千年以上皇室とともにあった藤原氏の末裔であるという自覚を持っていた。また、幼いころから皇室に親しんでいたこともあって、「皇室の藩屏」という意識が強く、それが政治姿勢となっていた。すなわち絶対的な権力を持つが故に誤謬が許されない天皇の親政に反対し続けた。これは田中義一が張作霖爆殺事件（満州某重大事件）の上奏の不一致を昭和天皇に叱責され内閣が総辞職した際、西園寺が天皇に累を及ぼすということを口実にして、天皇による田中への叱責に反対していたことから見ても明らかである。また、「立憲君主として、臣下の決定に反対しない」という昭和天皇の信条は西園寺の影響とする向きもある。しかしながらこの姿勢は一方で、国粋派や革新派の反感をも招いた。

### 議会主義者
西園寺の死去を受けた『ニューヨーク・タイムズ』が古い「議会主義的日本」を代表する人物であったと評し、また吉野作造らも政党内閣主義者であると評していたように、当時の西園寺は議会主義の擁護者として知られていた。

### 協調外交
西園寺は明確な国際協調派であり、口癖のように「世界の大勢」と唱えていた。ある時、西園寺が三条実万の伝記である絵巻物を執筆して明治天皇に献上した。天皇は「必ず世界の大勢から書いてある」と予想し、果たしてその通りであったため大笑いしたという。西園寺は陸奥宗光との交流でこうした外交思想を固め、「東洋の盟主たる日本」などという狭い気持ちではなく、「世界の日本」に着目してきたと回想している。
日清戦争後から台頭した過度な日本中心主義的ナショナリズムについては危惧し、他国のナショナリズムを尊重した上で、国民が国の独立と発展のために力を合わせる健全なナショナリズムを志向していた。
国際関係においてはイギリスやアメリカと協調するべきと考えており、「フランスやイタリアと一緒になっても日本の進展はない」と断じていた。

### 政治手法
原敬は政友会総裁としても首相としても手腕に欠けていたと評している。しかし元老時代の西園寺は、田中義一内閣崩壊時の小川鉄相に対する態度のように、各派にバランスを取り、いずれに対しても中立的な存在と認識されることでその権威と影響力を保った。この態度を三浦梧楼は「政友会員に面会すれは三派連合（護憲三派）を称し、政友本党員に逢へは本党を称し、何等の定見もなく、元老の資格なし」と批判している。斉藤内閣成立以降は次第に強硬派から疎まれるようになり、倉富枢密院議長や平沼枢密院副議長からはその引退や死を望まれるようになった。

### 宮中との関係
西園寺は一貫して、天皇が直接政治に関与して権威を低下させることを防ごうとしていた。このため昭和天皇の政治関与の動きにはたびたび懸念を示している。しかし近衛内閣のころからは次第に皇室による意志を示す必要があるとも考えており、直宮（天皇の兄弟）がその柱の一つになる必要もあると発言している。

## 西園寺と教育

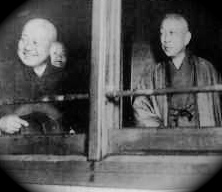
中川小十郎と

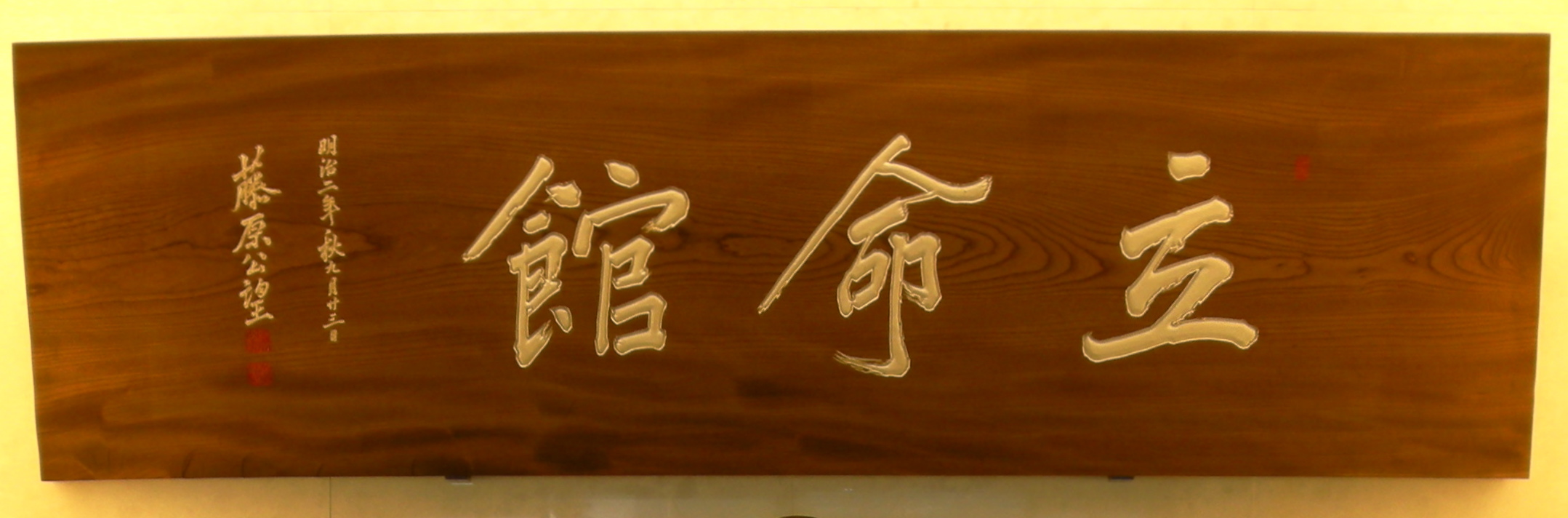
学校法人立命館中川会館の「立命館」扁額

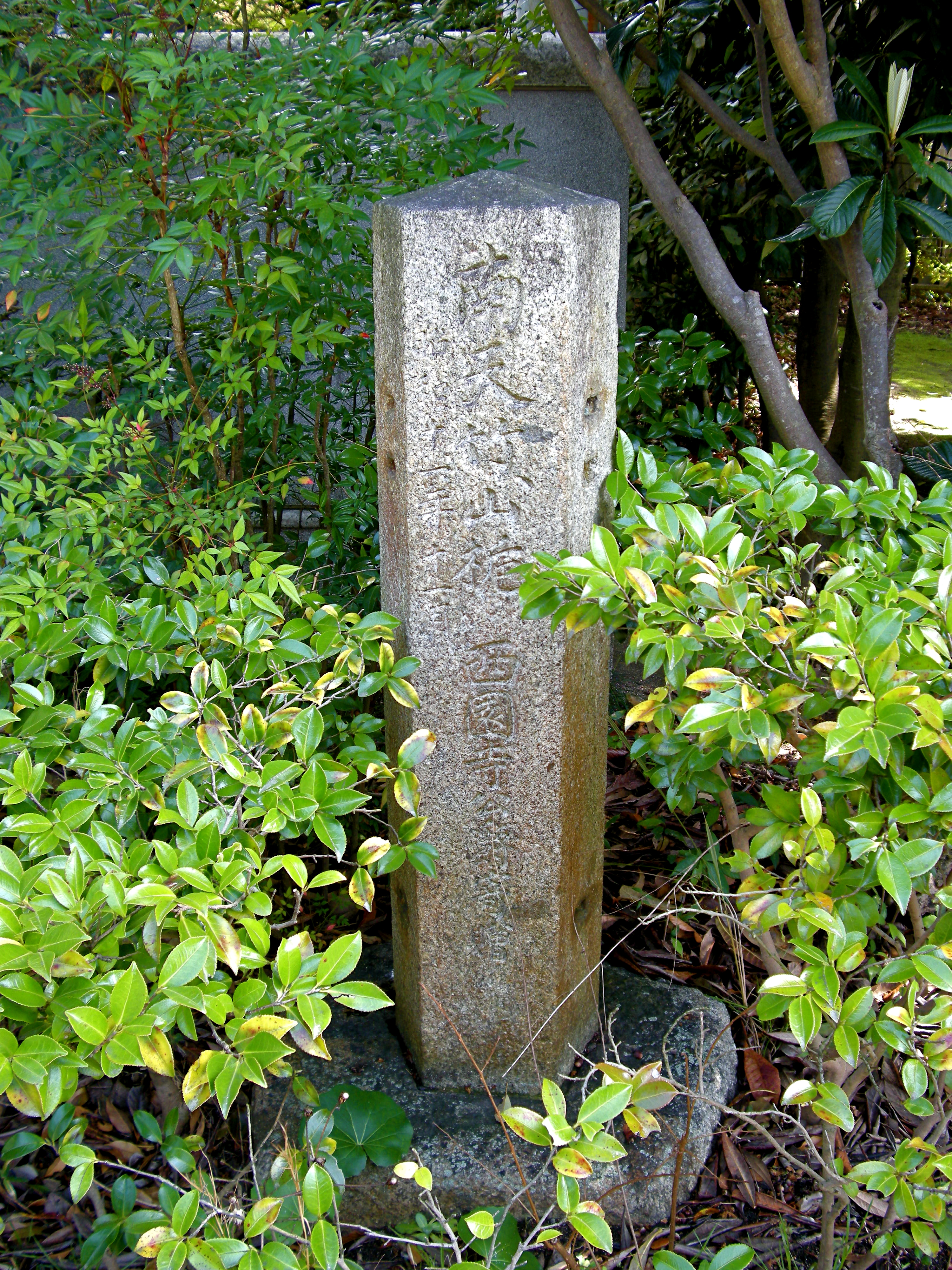
立命館大学衣笠キャンパスの西園寺記念碑と山梔子・南天竹

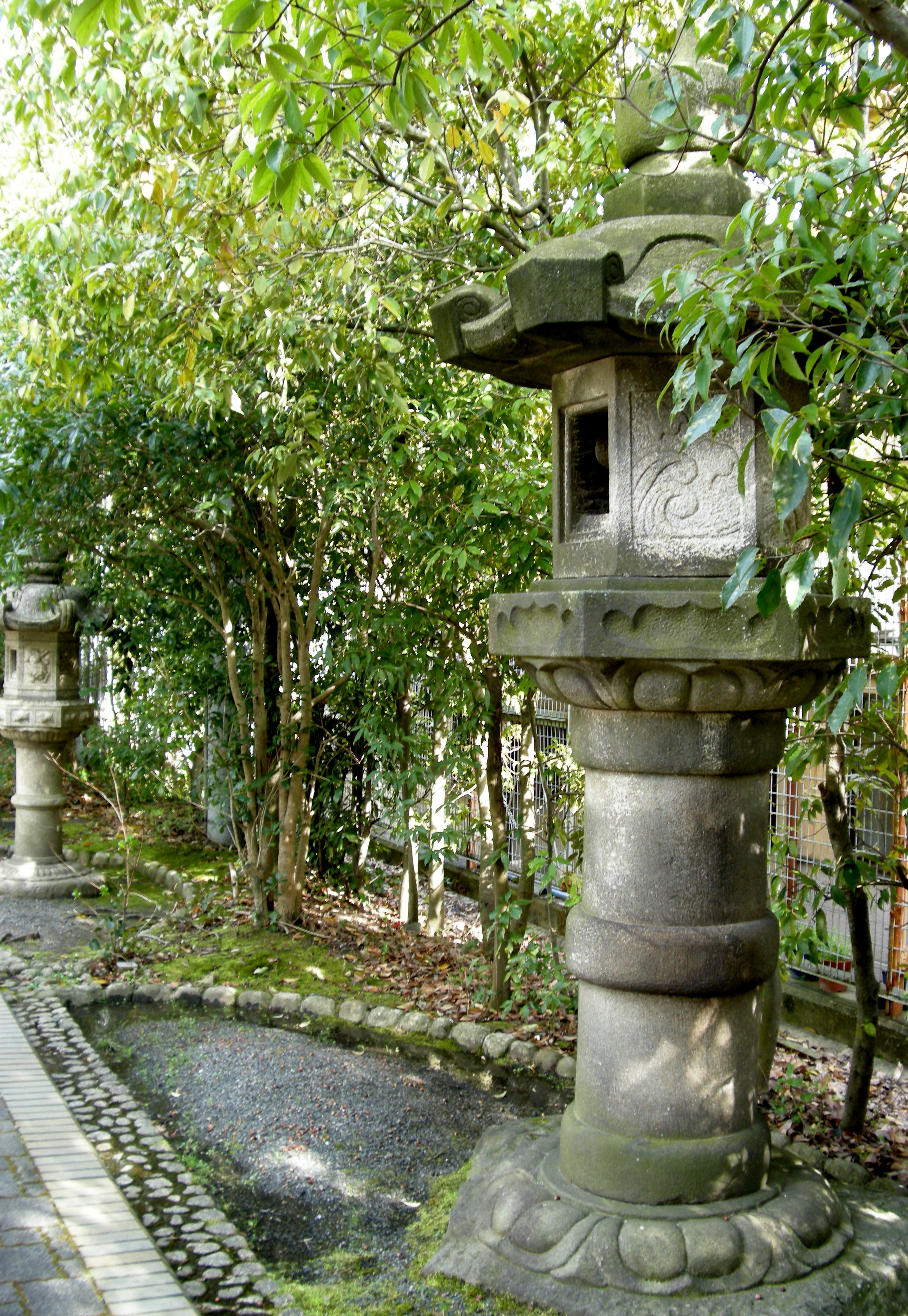
立命館大学西園寺記念館庭園の石灯籠

### 西園寺の教育思想
文部大臣時代の西園寺は、教養ある「市民」の育成を重視し、「科学や英語や女子教育を重視せよ」と言明していた。また「人民がすべて、平等の関係において、自他互に尊敬し、自から生存すると共に、他人を生存せしむることを教へねばならぬ」として、自由主義的な教育を施すべきと考えていた。
明治23年（1890年）には井上毅らが作った「教育勅語」に対して「あの教育勅語だけではもの足らない。もっとリベラルの方に向けて教育の方針を立つべき」と考え、明治天皇に奏上して「第二次教育勅語」の作成に取り組んだ。この草案には「忠孝」や「愛国」といった語はなく、女子も含めた日本臣民が列国国民と対等に対応できるようにするというものであった。しかし西園寺が病気がちとなったこと、伊藤首相が教育勅語の尊厳性を侵す行為として難色を示したことによって、結局成案とならず、草案のみが残った。この「第二次教育勅語」の草案は西園寺家から立命館大学に寄贈されて現存している。
また、以下の教育機関の設立にも関っている。

### 私塾立命館
明治2年9月23日（1869年10月27日）、京都御所内の私邸に「私塾立命館」を創設。当時よく見られた公家家塾同様、賓師には漢学者らを招いた。しかし「私塾立命館」の性格は他の公家家塾のそれとは異なり、むしろ一般的な教育機関の性格を備えていた。塾生には西園寺門客・家臣のみならず多くの若者が遠方からも集まり、塾は次第に内外の時事問題を議論する場になっていったと伝えられる。諸藩から集まる若い塾生の中には地方の郷士の出も多くおり、記録によれば、西園寺の側近として最後まで行動をともにする中川小十郎（後の立命館大学創立者）の郷里の人間も多くいたようである。塾はそのあり方に不穏な空気を感じた京都府庁（太政官留守官）の差留命令により1年弱で閉鎖された。明治3年4月23日（1870年5月23日）のことであった。
西園寺は私塾立命館を閉鎖させた際、大層残念に思い再興を誓う。その後を継いだのが戊辰戦争以来西園寺の家臣として仕えた丹波国の郷士・中川家出身の中川小十郎だった。中川は西園寺の文部大臣および総理大臣当時の公設秘書であり、その後も終生西園寺の側近として公と行動をともにする人物である。現在の立命館大学は、中川が明治33年（1900年）に創設した京都法政学校が「私塾立命館」の名跡を譲り受け発展したもので、厳密には西園寺の私塾との間に学校組織としての連続性はない。
だが西園寺は中川の創設した京都法政学校への支援を惜しまなかった。事実、京都法政学校の学園幹事には西園寺の実弟の末弘威麿が就任、同じく実弟の住友財閥当主・住友友純からも学園に大口の寄付が行われるなど、自分の持つ政治力、人脈を用いて京都法政学校（立命館大学）に協力している。また西園寺の寄付した多数の書籍は立命館大学（旧制）が大学令による昇格条件を満たすために為されたものであり、現在も「西園寺文庫」として立命館大学に貴重なコレクションとして保存されている。この他にも西園寺自身および西園寺家から学園に送られた寄贈品（校地記念植樹なども含む）は数百点にも及び、これらの一部は立命館学園が「学宝」として管理している。
また西園寺は西園寺家家紋である「左三つ巴」を立命館学園が使用することを許可しており、第二次世界大戦終戦までこれを染め抜いた旗が実際に学園で使用されていた。西園寺は中川が「立命館」の名称と精神の継承を西園寺に申し出た際にはこれを大層喜び、自ら揮毫した『立命館と由緒』の大扁額を与えている。後に西園寺は「余が建設せる立命館の名称と精神を継承せる貴学」と現在の立命館大学に言及しており、彼の作った立命館が再興し、受け継がれている事を喜んだ。昭和7年（1932年）、83歳になった西園寺は人生最後の京都訪問を行う。その際、立命館大学広小路校地を訪問先の一つに選んだ。9月22日の朝、京都市上京区にある立命館大学広小路学舎を訪れた西園寺は、校舎ホールに飾ってある自筆の『立命館』の扁額に気が付くとしばらく目を留めたといわれている。
この『立命館』の扁額について、後に立命館大学記念式典に出席した西園寺裕夫（西園寺公望の曾孫）はこう語っている。
この扁額のオリジナルは、学校法人立命館総長室に掲げられている。また、学校法人立命館「中川会館」（京都市中京区）玄関にも掲げられている。
その他にも、キャンパス内には西園寺にゆかりのある品々が残されている。立命館大学衣笠キャンパス内には、昭和10年（1935年）に西園寺が立命館大学に寄贈した山梔子・南天竹が植栽されている。また、立命館大学西園寺記念館の庭園には、かつて西園寺の東京駿河台本邸に置かれ、のちに学校法人立命館に寄贈された石灯籠が設置されている。
西園寺が没した昭和15年（1940年）に立命館大学は、創立とその後の教育に大きく貢献した西園寺公望を立命館学園の「学祖」とする法人決議を行った。西園寺家と立命館大学の交流は現代も続いており大学の行事に西園寺家の人々が出席している。

### 京都帝国大学
明治27年（1894年）、文部大臣に就任した西園寺が「高等教育の拡張計画」を立案。第一項に、東京帝国大学と相呼応して国家の需要に応じられる高等教育機関を京都にも設置することの必要性を挙げた。これに基づいて省内に設置した京都帝国大学「創立準備委員」が明治30年（1897年）「京都帝国大学ニ関スル件」（大学設置令）を公布し、京大創設の流れが固まった。当時、文部省専門学務局勤務から文部大臣秘書官として西園寺文部大臣直属となり、西園寺の私設秘書でもあった中川小十郎が、京都帝国大学初代事務局長に任命され大学業務を総括した。また、建学当初より「自由の学風」を学是としている同大学は、ともに西園寺と中川が学問の精神として掲げた「自由」を共通の理念として有している立命館大学と、平成19年（2007年）に学術交流および産官学連携事業に関する大学間協定を締結した。

### 明治法律学校

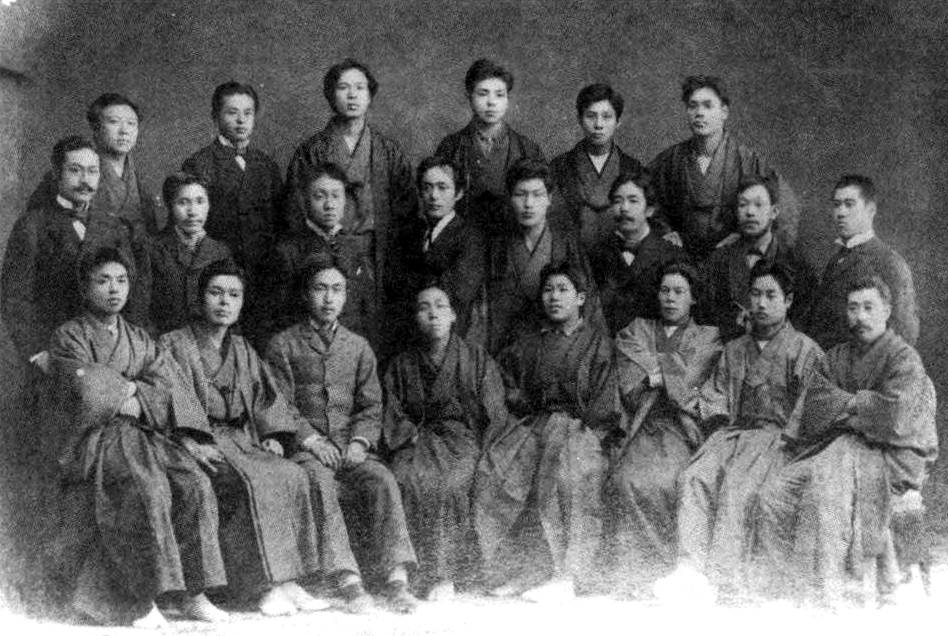
1884年判事登用試験合格記念写真（上段左から2人目が岸本辰雄、中段左端から矢代操、熊野敏三、西園寺公望、2人はさんで宮城浩蔵、岡村輝彦、杉村虎一）
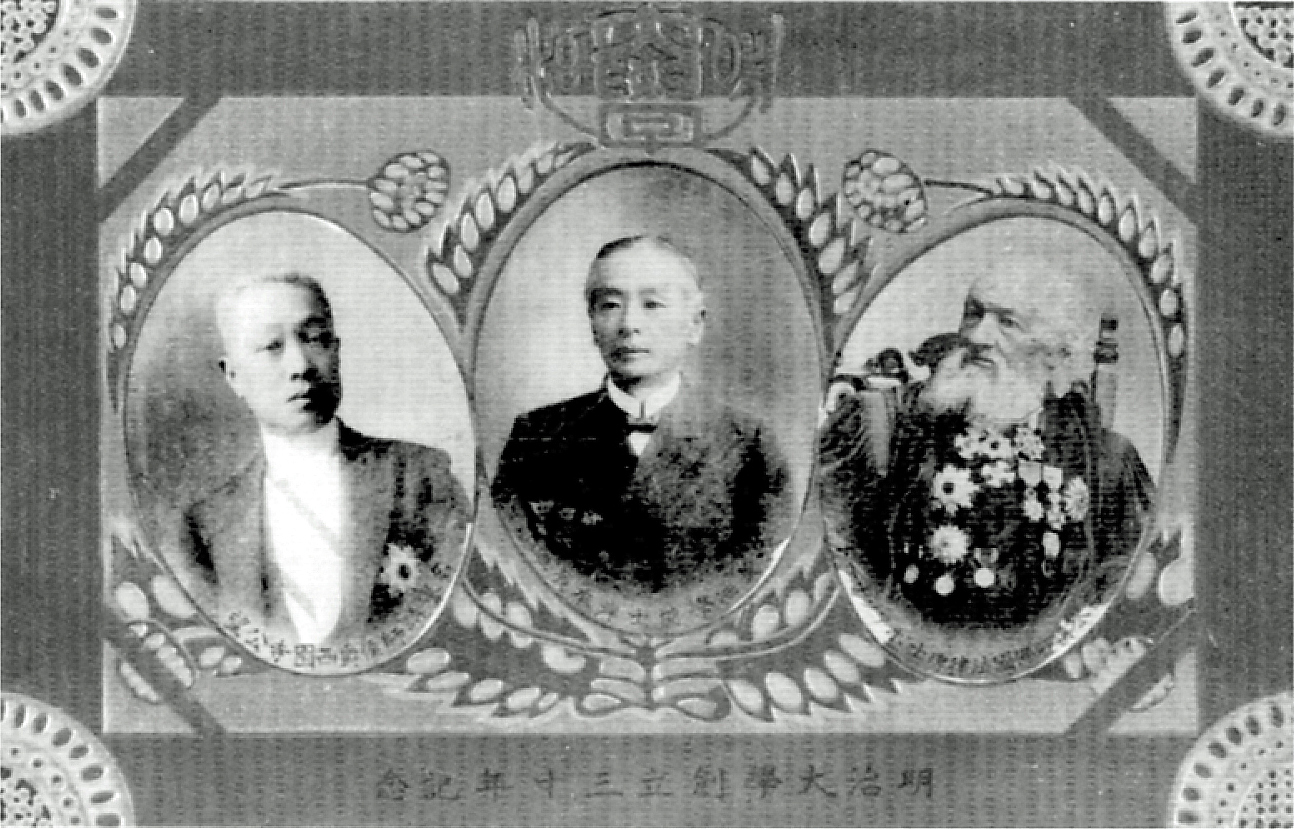
西園寺（左）と岸本辰雄（中央）、ボアソナード（右） （明治大学創立30周年記念絵葉書）

明治14年（1881年）、フランス留学中に西園寺と仲間同士だった岸本辰雄、宮城浩蔵、矢代操らが創設した明治法律学校（明治大学の前身）の講師に迎えられ、行政法の講義を担当するとともに法論会の会長にもなった。同校での講義は東洋自由新聞社長を辞任した後もしばらく続き、翌年3月に伊藤博文の随員として渡欧するときにやめたという。その後は明大関連の行事（創立30周年記念式など）に時々姿を見せ、晩年に至っても名誉教授の肩書を保持し続けた。
同校が発行した『明法雑誌』第1号では創設者の一人として扱われていたり、明治法律学校設立ノ趣旨に岸本らと連名されていること、『20世紀日本人名事典』『新訂 政治家人名事典』などに明治大学の創立者と記載されているが、明治大学公式サイトには西園寺は創立者として掲載されておらず、同大学教授の論文が掲載された大学史の出版物においても創立者ではなく功労者、協力者として扱っている。

### 日本女子大学
明治34年（1901年）、女子大学設立の援助を求め頻繁に中川小十郎邸を訪れていた成瀬仁蔵を後援し、日本女子大学校の設立発起人、創立委員に就任。中川を日本女子大学校創立事務幹事嘱託に置いた。

## 人物・逸話
- 政治家となることをすすめたのはフランス留学時代の恩師アコラスだったが、西園寺は「政治家は常に思うところをいうことはできず、時に嘘を言わねばならない」と否定的だった。するとアコラスは「日本の政治家は時に嘘をつくだけでいいのか、フランスの政治家は常に嘘をついている」と大笑いした。二人の関係は極めて親密であり、西園寺はアコラスとクレマンソーが極秘で政治的パンフレットをフランス国内に持ち込む必要があったときにはその運び屋役を務め、またアコラスの旅行の時にはその世話をしたという[262]。
- 伊藤博文の邸宅を尾崎行雄と訪れた際に、伊藤が席を外すと、「政治などというものは、ここの親爺のような俗物のやることだ」と吐き捨てるように言ったという[245]。
- 明治天皇は西園寺の首相就任を「公卿から初めて首相が出た」と言って喜んだという[19]。
- 参内する時以外はほとんど常に和装だったという。
- 伊藤博文や井上馨に負けず劣らずの大変な女好きであり、花柳界では「お寺さん」として有名な通人であったという。
- 明治2年（1869年）、フランスへの留学生に推薦してくれた大村益次郎に礼を言うため彼の旅館を訪れる直前、親友の万里小路通房が駆け込んできて長談義となり、その間に益次郎は襲撃されるという事件が起こっている。
- フランスでの盲腸炎以来多病となり、たびたび大病に悩まされたという。慢性的なリウマチ、糖尿病[263]も持病であった。しかし逆に体に気をつけることになり、長寿に恵まれたという。
- 非常に美食家であり、教皇庁訪問時には接遇担当者に料理通であると賞賛されている[264]。西園寺家には高級料亭なだ万から料理人が派遣されていたが、たいてい一年と続かず、4年続いたものが珍しがられるほどであったという[263]。ステーキや鮭のバター焼などが好物であったが、庶民的なサンマも好きであったという[263]。北大路魯山人も「たべものにはなかなかやかましい人」「通人」という観測を行っている[265]。
- 1931年（昭和6年）から3年間、西園寺のお抱え料理長を西音松が務めている。西園寺の朝は、盃一杯の玄米を茶碗一杯の粥にするのがならわしで、米が割れているとだめで、一粒ずつピカピカしていないと食べなかったという[266]。
- 私生活では極めて頑固で怒りやすい性格であり、家族が同じことを二度聞いてくると怒鳴り散らした[267]。「妻」の一人小林菊子は「叱られまいとすれば並大抵の苦労ではなく、よくできても口でほめるようなことはせず、それがあたりまえだと思っている人」と回想している[263]。
- 大変な読書家でもあり、近衛文麿は「漢籍についてはそこらの学者でもかなわない」と評している[268]。またフランス語・英語の書籍に関しても蔵書としており、現在は立命館大学の西園寺文庫に収められている[269]。
- ただし伝統的な公家の基礎教養である和歌は余り得意ではなく、『蜻蛉集』の際に翻訳した和歌にも基本的な事実誤認が複数含まれている[22]。
- 護身用に長大な杖や鉄芯で補強された杖を使用していたという。

## 人物評価
- 公私ともに親しかった陸奥宗光は「天下第一の高人」と評し、政略を持ち肝も据わっているが、それを露骨に振り回さず、一緒に仕事をしているとそれが次第に現れると評している[53]。
- 国木田独歩は若いころは「下瀬火薬質」[注釈 3]だったが、1900年ごろから優しさの分子が増え始めてきたと評している[270]。
- 原敬は『原敬日記』において政友会総裁時代の西園寺を「意志案外強固ならず、且つ注意粗にして往々誤あり」とその資質を批判している[271]。
- 孫の西園寺公一は、火のように激しい厳しい性格を包蔵しているが、表面に現れる事は滅多にないと回想している[270]。
- パリ講和会議で再会した旧友クレマンソーは、「昔は過激な、愛すべき公子であったが、今はおだやかな皮肉屋となった」と回想している[25]。
- 勝海舟は明治31年（1898年）10月23日の座談で「西園寺というのは、どうでしょうか。」と尋ねられて「伊藤さんの子分でネ。アーそうさ、利巧の方サ」と評している[272]。

## 年譜
※日付は明治5年まで旧暦

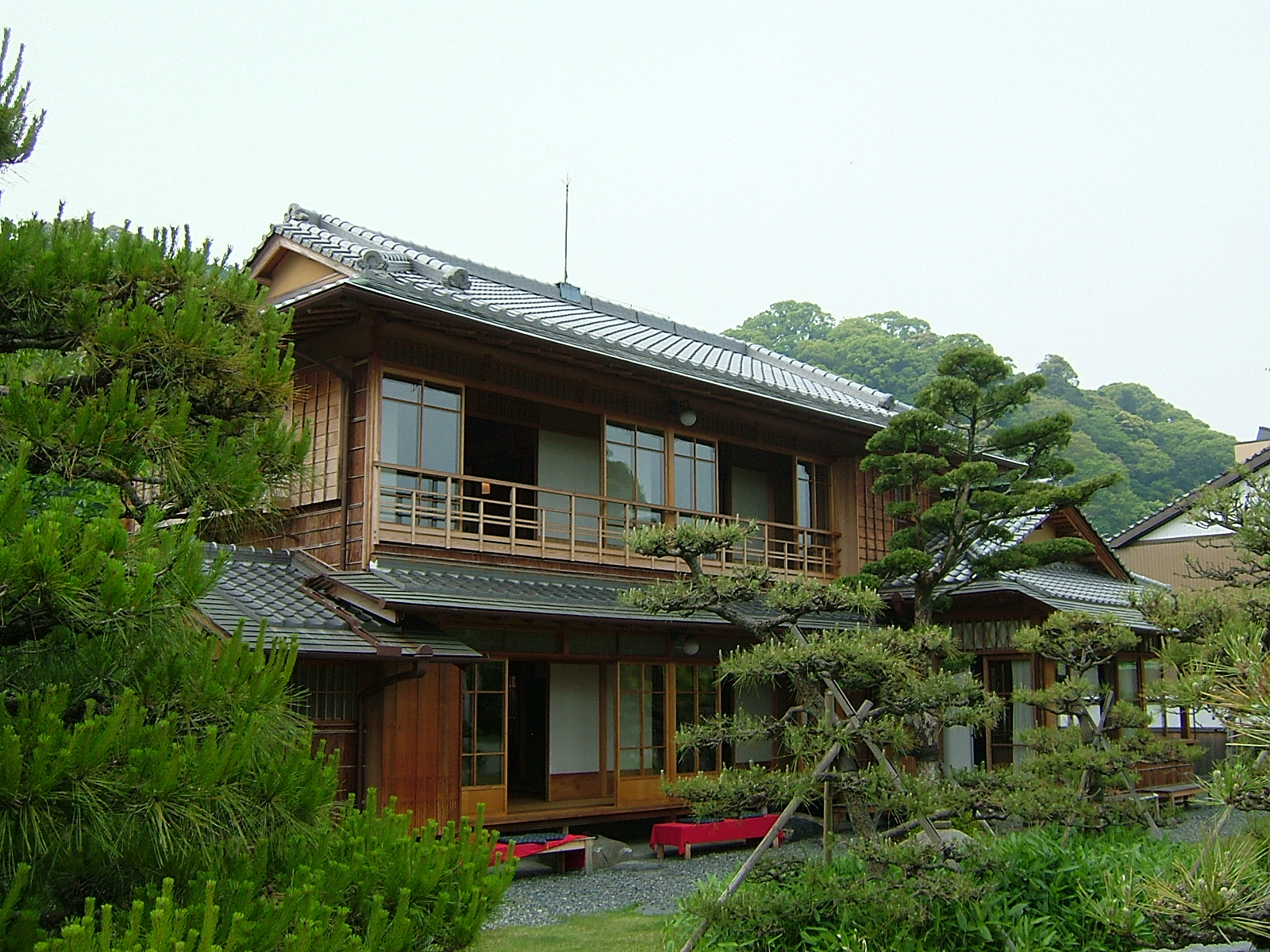
清水区興津清見寺町に復元された興津坐漁荘の海岸側外観

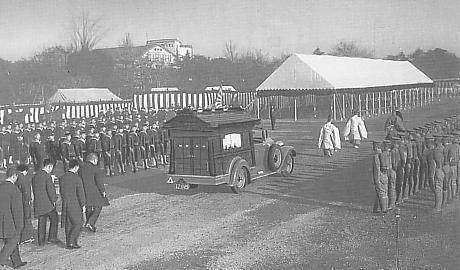
西園寺の国葬

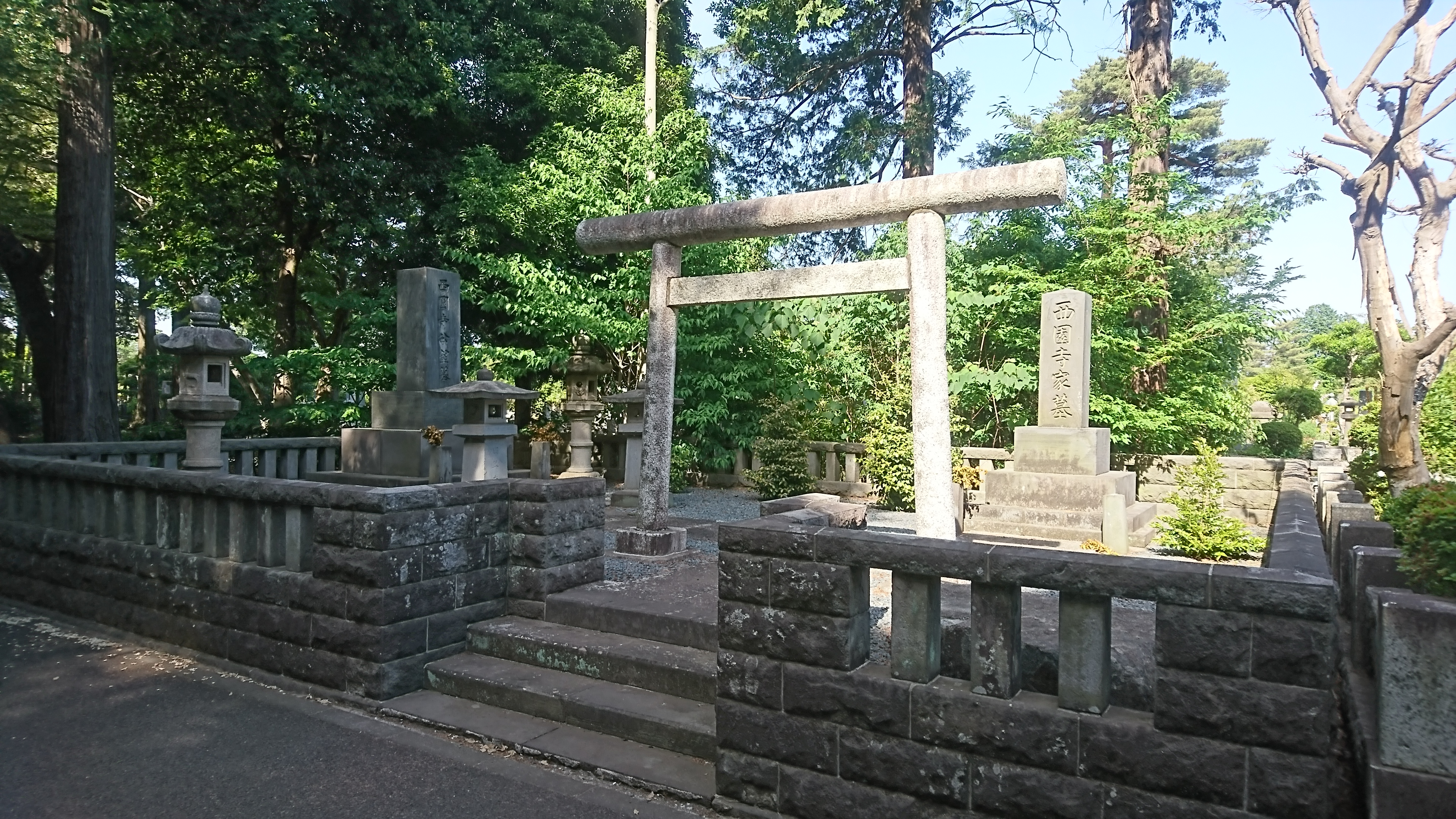
多磨霊園にある西園寺家（右の墓石）と公望（左の墓石）の墓

- 嘉永2年（1849年）10月23日、清華家の徳大寺公純の次男として京都で誕生。
- 嘉永3年（1850年）、公望と改名。
- 嘉永4年（1852年）12月20日、従五位下に叙位。
- 嘉永5年（1852年）1月27日、従五位上に昇叙。この年、西園寺師季の養子となる。
- 嘉永6年（1853年）
  - 1月21日、正五位下に昇叙。
  - 5月15日、侍従に任官。
- 嘉永7年（1854年）1月22日、従四位下に昇叙、侍従は元の如し。
- 安政2年（1855年）1月22日、従四位上に昇叙、侍従は元の如し。
- 安政3年（1856年）2月5日、正四位下に昇叙、侍従は元の如し。
- 安政4年（1857年）10月7日、元服し、昇殿を聴され、右近衛権少将に転任。
- 文久元年（1861年）
  - 3月27日、右近衛権中将に転任。
  - 4月25日、従三位に昇叙、右近衛権中将は元の如し。
- 文久2年（1862年）1月5日、正三位に昇叙、右近衛権中将は元の如し。
- 慶応3年（1868年）12月20日、官軍参与を兼帯。
- 明治元年（1868年）
  - 1月4日、明治政府の山陰道鎮撫総督を兼帯。
  - 3月20日、権中納言に転任。
  - 4月19日、但馬府中裁判所総督兼帯。
  - 閏4月5日、但馬府中裁判所総督から山陰道裁判所総督及び東山道第二軍総督に異動兼帯。
  - 閏4月21日、参与を辞す。
  - 閏4月23日、山陰道裁判所総督兼東山道第二軍総督より北国鎮撫使に異動兼帯。
  - 閏4月24日、軍人として三等陸軍将に補す。
  - 6月14日、北国鎮撫使から会津征討越後口参謀に異動。
  - 6月20日、越後口大参謀に異動。
  - 10月20日、新潟府知事に異動。
- 明治2年（1869年）
  - 1月5日、新潟府知事を辞す。
  - 3月15日、三等陸軍将を辞す。
  - 7月3日、正三位権中納言の官位を返上。望一郎と名乗る。この年、私塾立命館を京都御所の邸内に開設。
- 明治3年（1870年）12月3日、官費によりフランス留学のため、横浜より出航。ソルボンヌ大学で学ぶ。
- 明治11年（1878年）12月19日、正三位の位階に復す。
- 明治13年（1880年）10月21日、横浜へ帰航。
- 明治14年（1881年）
  - 1月、明治法律学校の講師に招聘される。
  - 3月18日、松田正久・中江兆民らと東洋自由新聞を創刊、社長に就任
  - 4月8日、明治天皇の内勅により東洋自由新聞社長を辞任
  - 11月24日、参事院議官補となり政府官僚として復帰。
- 明治15年（1882年）3月11日、勲三等旭日中綬章を受章。
- 明治16年（1883年）12月24日、参事院議官に転任。
- 明治17年（1884年）7月7日、華族令の施行により侯爵を受爵。
- 明治18年（1885年）2月14日、駐オーストリア＝ハンガリー帝国公使として赴任。
- 明治19年（1886年）8月6日、法律取調委員を兼任。
- 明治20年（1887年）
  - 6月4日、駐ドイツ帝国公使に異動。
  - 6月28日、駐ベルギー公使を兼任。
- 明治24年（1891年）9月4日、帰国し、賞勲局総裁に就任。
- 明治25年（1892年）10月7日、民法商法施行取調委員長を兼任。
- 明治26年（1893年）
  - 4月13日、法典調査会副総裁（総裁は伊藤博文）に就任。
  - 11月13日、貴族院副議長に就任。
  - 12月11日、従二位に昇叙。
- 明治27年（1894年）
  - 5月10日、枢密顧問官及び賞勲局総裁を兼任。
  - 5月12日、貴族院副議長を辞す。
  - 10月3日、第2次伊藤内閣の文部大臣として入閣。
- 明治28年（1895年）
  - 6月5日、外務大臣臨時代理兼任。
  - 6月21日、勲一等瑞宝章を受章。
- 明治29年（1896年）
  - 4月3日、外務大臣臨時代理を解く。
  - 5月30日、外務大臣を兼任。
  - 6月5日、勲一等旭日大綬章を受章。
  - 7月、陸奥宗光と共に雑誌『世界之日本』（主筆・竹越三叉）を発行。
  - 9月18日、第2次松方内閣に外務大臣兼文部大臣として留任。
  - 9月22日、外務大臣を辞す。
  - 9月28日、文部大臣を辞す。
  - 11月5日、法典調査会副総裁を辞す。
  - 11月29日、渡仏
- 明治30年（1897年）
  - 10月5日、帰国
- 明治31年（1898年）
  - 1月12日、第3次伊藤内閣の文部大臣として入閣。
  - 1月21日、法典調査会副総裁（総裁は伊藤博文）を兼任。
  - 3月30日、法典調査会副総裁を辞す。
  - 4月30日、文部大臣を辞す。
  - 12月20日、正二位に昇叙。
- 明治32年（1899年）、大磯に別荘（隣荘）を構える。
- 明治33年（1900年）
  - 10月27日、枢密院議長に就任、以て第4次伊藤内閣の班列となる。内閣総理大臣臨時代理となる。
  - 12月12日、内閣総理大臣臨時代理を解く。
- 明治34年（1901年）
  - 5月2日、内閣総理大臣臨時代理となる。
  - 5月10日、内閣総理大臣臨時代理から内閣総理大臣臨時兼任となる。
  - 5月14日、大蔵大臣臨時兼任。
  - 6月2日、第1次桂内閣発足により、内閣総理大臣臨時兼任と大蔵大臣臨時兼任を解く。
- 明治36年（1903年）
  - 7月13日、枢密院議長を辞す。
  - 7月14日、立憲政友会総裁に就任。
- 明治39年（1906年）
  - 1月7日、内閣総理大臣に就任（第1次西園寺内閣）し、文部大臣臨時を兼任。これ以降、桂太郎と交互に組閣（桂園時代）。
  - 3月3日、外務大臣臨時兼任。
  - 3月27日、文部大臣臨時兼任を解く。
  - 5月19日、外務大臣臨時兼任を解く。
  - 8月30日、外務大臣臨時兼任。
- 明治40年（1907年）9月14日、勲一等旭日桐花大綬章を受章。
- 明治41年（1908年）7月14日、内閣総理大臣を辞す。
- 明治44年（1911年）8月30日、内閣総理大臣に就任（第2次西園寺内閣）
- 大正元年（1912年）12月21日、内閣総理大臣を辞職。前官礼遇や大政匡輔の詔勅を受ける。
- 大正2年（1913年）、京都の清風荘に隠棲。
- 大正3年（1914年）6月18日、政友会総裁を辞任。
- 大正5年（1916年）10月4日、元老会議に出席し、寺内内閣の組閣を推薦。これにより正式に元老の一員となる。
- 大正6年（1917年）、大磯の別荘（隣荘）を池田成彬に売却。
- 大正7年（1918年）
  - 12月21日、大勲位菊花大綬章を受章。
  - 12月27日、帝国経済顧問に就任。
- 大正8年（1919年）
  - 1月11日、パリ講和会議全権に任命。1月14日に渡仏、7月19日まで滞在、8月23日に帰国。静岡県庵原郡興津町 (現静岡市 清水区興津清見寺町)に別荘 (坐漁荘) を建設し、主な居住地とする。以後政財界の要人が頻繁に興津の西園寺の元を訪れるようになり、「興津詣」（おきつもうで）という言葉が生まれる。
- 大正9年（1920年）9月7日、公爵に陞爵（パリ講和会議首席全権の功）。
- 昭和3年（1928年）11月10日、大勲位菊花章頸飾を受章。
- 昭和11年（1937年）10月13日、帝国経済顧問を辞す。
- 昭和15年（1940年）
  - 11月24日、薨去。
  - 11月25日、特旨によって従一位追昇。
  - 12月5日、国葬。遺言の指示通り、書簡、資料類が焼却される。
- 昭和16年（1941年）1月7日 - 18日まで、東京日本橋の三越百貨店で「西園寺公を偲ぶ展覧会」開催される（主催 読売新聞社、協賛 立命館大学、後援 外務省、文部省）。

## 栄典
位階
- 1878年（明治11年）12月29日 - 正三位[273]
- 1893年（明治26年）12月11日 - 従二位[273][274]
- 1898年（明治31年）12月20日 - 正二位[273][275]
- 1940年（昭和15年）11月24日 - 従一位[276]

爵位など
- 1884年（明治17年）7月7日 - 侯爵[273][277]
- 1912年（大正元年）12月21日 - 元勲（事実上）[76]
- 1920年（大正9年）9月7日 - 公爵[273][278]
- 1926年（昭和元年）12月28日 - 元勲[279]

勲章など
| 受章年                     | 略綬 | 勲章名                   | 備考                  |
| -------------------------- | ---- | ------------------------ | --------------------- |
| 1882年（明治15年）3月11日  |      | 勲三等旭日中綬章         |                       |
| 1888年（明治21年）5月29日  |      | 勲二等旭日重光章         |                       |
| 1895年（明治28年）6月21日  |      | 勲一等瑞宝章             |                       |
| 1896年（明治29年）6月5日   |      | 旭日大綬章               |                       |
| 1898年（明治31年）6月29日  |      | 金盃一組                 |                       |
| 1907年（明治40年）9月14日  |      | 旭日桐花大綬章           |                       |
| 1909年（明治42年）7月21日  |      | 金杯一組                 |                       |
| 1912年（大正元年）8月1日   |      | 韓国併合記念章           |                       |
| 1914年（大正3年）6月18日   |      | 金杯一組                 |                       |
| 1915年（大正4年）11月10日  |      | 大礼記念章（大正）       |                       |
| 1918年（大正7年）1月11日   |      | 御紋付銀盃               |                       |
| 1918年（大正7年）12月21日  |      | 大勲位菊花大綬章         |                       |
| 1928年（昭和3年）1月16日   |      | 御紋付銀杯               |                       |
| 1928年（昭和3年）11月10日  |      | 菊花章頸飾               |                       |
| 1928年（昭和3年）11月10日  |      | 金杯一個                 |                       |
| 1931年（昭和6年）5月1日    |      | 帝都復興記念章           |                       |
| 1934年（昭和9年）4月29日   |      | 金杯一組                 |                       |
| 1938年（昭和13年）1月15日  |      | 御紋付銀杯・御絹         |                       |
| 1940年（昭和15年）8月15日  |      | 紀元二千六百年祝典記念章 |                       |
| 1940年（昭和15年）11月25日 |      | 国葬                     | 葬儀執行：同年12月5日 |

外国勲章佩用允許
| 受章年                     | 国籍                                   | 略綬 | 勲章名                                                    | 備考 |
| -------------------------- | -------------------------------------- | ---- | --------------------------------------------------------- | ---- |
| 1882年（明治15年）9月29日  | ザクセン＝ヴァイマル＝アイゼナハ大公国 |      | 二等白鷹勲章                                              |      |
| 1888年（明治21年）2月25日  | ローマ教皇庁                           |      | ピウス9世勲章グラン・クローチェ                           |      |
| 1888年（明治21年）5月9日   | オーストリア＝ハンガリー帝国           |      | 1等鉄冠勲章                                               |      |
| 1891年（明治24年）3月16日  | オランダ王国                           |      | オランダ獅子勲章                                          |      |
| 1891年（明治24年）10月15日 | ドイツ帝国                             |      | 赤鷲第一等勲章                                            |      |
| 1892年（明治25年）7月5日   | ベルギー王国                           |      | レオポルド勲章グランドコルドン                            |      |
| 1894年（明治27年）3月8日   | オスマン帝国                           |      | 一等メディジディー勲章                                    |      |
| 1896年（明治29年）3月6日   | イタリア王国                           |      | 聖マウリッツィオ・ラザロ勲章大十字騎士章                  |      |
| 1896年（明治29年）3月17日  | ロシア帝国                             |      | 白鷲勲章                                                  |      |
| 1896年（明治29年）7月24日  | フランス共和国                         |      | レジオンドヌール勲章グラントフィシエ                      |      |
| 1896年（明治29年）11月10日 | スペイン王国                           |      | カルロス3世勲章グランドクロス                             |      |
| 1898年（明治31年）2月10日  | デンマーク王国                         |      | 1等級ダンネブロ勲章                                       |      |
| 1906年（明治39年）3月3日   | イギリス帝国                           |      | 聖マイケル・聖ジョージ勲章ナイト・グランド・クロス (GCMG) |      |
| 1907年（明治40年）10月23日 | フランス共和国                         |      | レジオンドヌール勲章グランクロワ                          |      |
| 1907年（明治40年）10月30日 | ロシア帝国                             |      | 聖アレクサンドル・ネフスキー勲章大綬章                    |      |
| 1907年（明治40年）12月17日 | 大清帝国                               |      | 頭等第二御賜双竜宝星                                      |      |

## 家族

### 親族
実父は右大臣・徳大寺公純、実母は千世浦斐子（宇佐神宮の社家末弘氏の正親盛澄の娘、後に正心院）、兄は3度にわたって侍従長となり、内大臣や宮内大臣も務めた徳大寺実則。弟に学校法人立命館理事の末弘威麿、住友財閥を継いで第15代住友吉左衛門を襲名し長く財界に君臨した住友友純（隆麿）がいる。

### 妾
西園寺は生涯結婚せず、正妻はいなかった。明治13年、京都祇園井筒屋（現・祇園辰巳NEXUS）の芸妓・江良加代(当時18歳)を東京へ連れてきて結婚しようとするも、親族の反対に遭い断念した。一説には西園寺家の守神は弁才天であるため嫉妬深く、西園寺家は代々正妻はもたないという家憲があるという俗説があるが、これは誤りである。一方で、4人の女性を事実上の妻とした。

#### 小林菊子
元新橋の芸者・玉八で、明治14年（1881年）にお座敷で出会った。父親は尾張竹腰氏の家老、高野瀬和人。気品のある美人であり、機転も利く女性であった。西園寺と同居していた時代は、二階に同居していた中江兆民の世話もしていた。西園寺の公使時代には彼の母親である斐子と同居している。娘の新子をもうけた。菊子は大磯の西園寺別邸の主人であり、西園寺が京都や興津で生活するようになると疎遠になっていった。大正6年（1917年）に大磯の別邸が池田成彬に売却された後は、娘の新子とその夫の八郎の邸宅の近くに住むようになった。以降、西園寺と会うことはほとんど無かったが、西園寺が死の床についた昭和15年（1940年）6月14日に面会している。昭和16年（1941年）1月16日、腎盂炎のため77歳で死去。

#### 中西房子
元新橋・中村屋のふさ奴で、一女・園子をもうけた。駿河台の西園寺本邸に暮らしており、西園寺が「妻に似たものの」と形容し、新聞報道では「北の方」とも呼ばれた。

#### 奥村花子
西園寺家の女中頭・奥村花子は、パリ講和会議に同伴させたことで話題となった。吉野作造は花子を同行させたことを批判している。また現地報道では「最もしとやかにして謙遜なる美人」「愛妾」などと評されている。大正13年（1924年）には女児加代子を出産するが、公望は頑として自分の子として認めず、入籍させなかった。加代子はその後花子の弟夫妻に養育されている。昭和3年（1928年）に西園寺家出入りの銀行員の子を妊娠し、執事の熊谷八十三、娘の園子、養子の八郎らが共同で花子を追放するよう西園寺に勧告し、3月2日に西園寺家から追放された。しかし4月6日には実母とともに坐漁荘を訪問する事件を起こしている。その後花子は腹膜炎にかかり、昭和4年（1929年）2月3日に死亡した。

#### 漆葉綾子
京都の大泉寺住職漆葉寶雲の娘で、一度は結婚して子を産んだものの離縁となっている。華道・茶道・琴に通じ、花子が女中頭を務めている時期に西園寺家に仕えはじめ、花子とは確執もあった。花子の跡を継いだ女中頭の八木悦子とも反目し、ともに辞めると申し出たところ、西園寺は「お前に行かれてはこちらが困る」と言って八木悦子のみを解雇した。その後女中頭となり、若い女中や看護婦、男性警官までがいじめの対象となり、西園寺が調停するという事件も起きている。

### 子

#### 新子

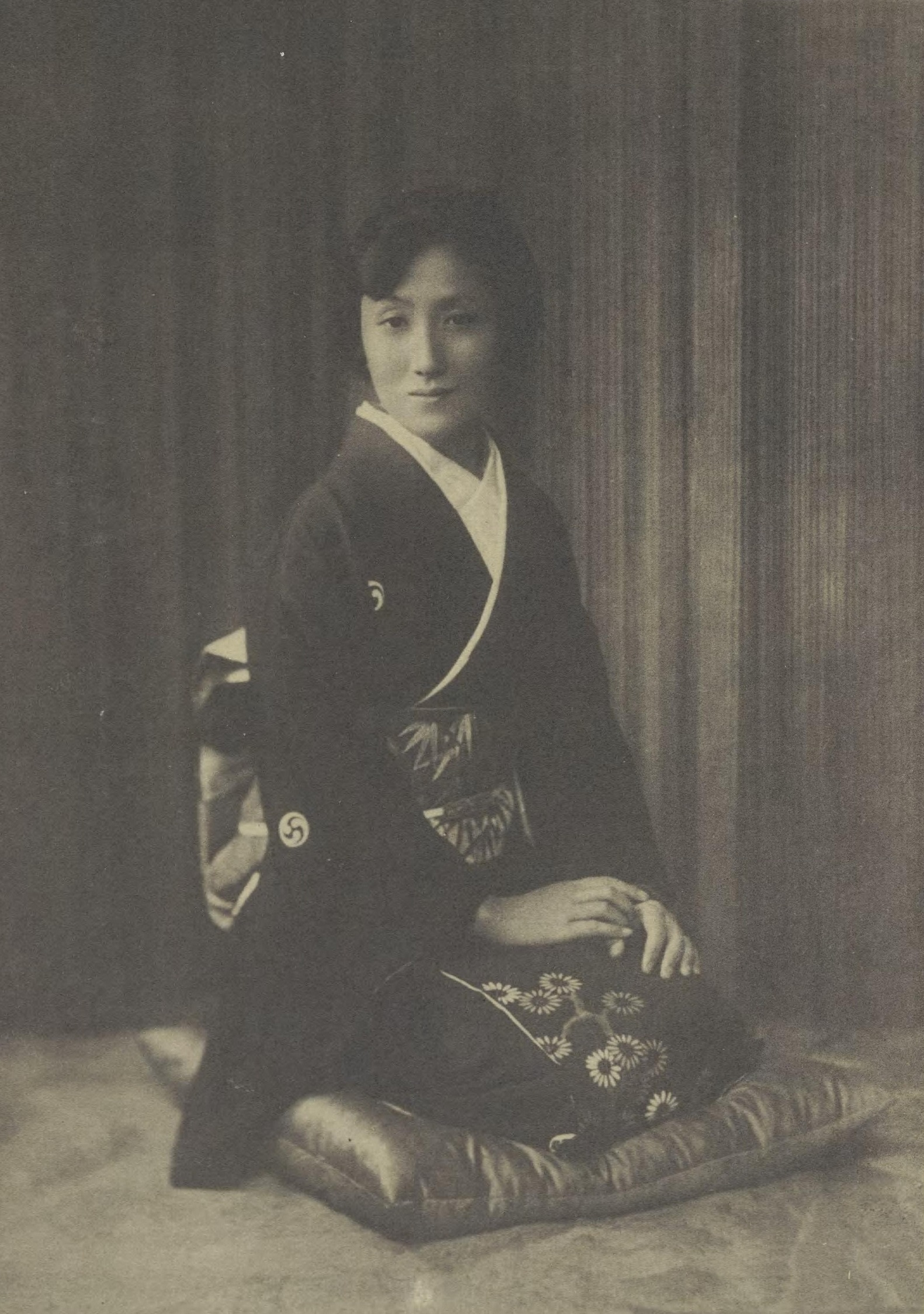
西園寺新子

明治20年（1887年）、小林菊子との間にもうけた娘。西園寺は2歳になったころから英語かフランス語を学ばせようと考えるなど教育に熱心であった。養嗣子八郎と結婚し、公一、不二男など三男三女を産んだ。首相時代の西園寺が外国人を招いたパーティを開くと、そのホスト役となって得意のフランス語を披露していた。大正9年（1920年）にスペイン風邪で死去した。西園寺は「さつぱり解けて仕舞けり雪不とき」と哀悼の句を詠んでいる。

#### 園子
中西房子との間に生まれた娘で、高島正一に嫁いだ。

#### 元子
西園寺の養女。

#### 八郎

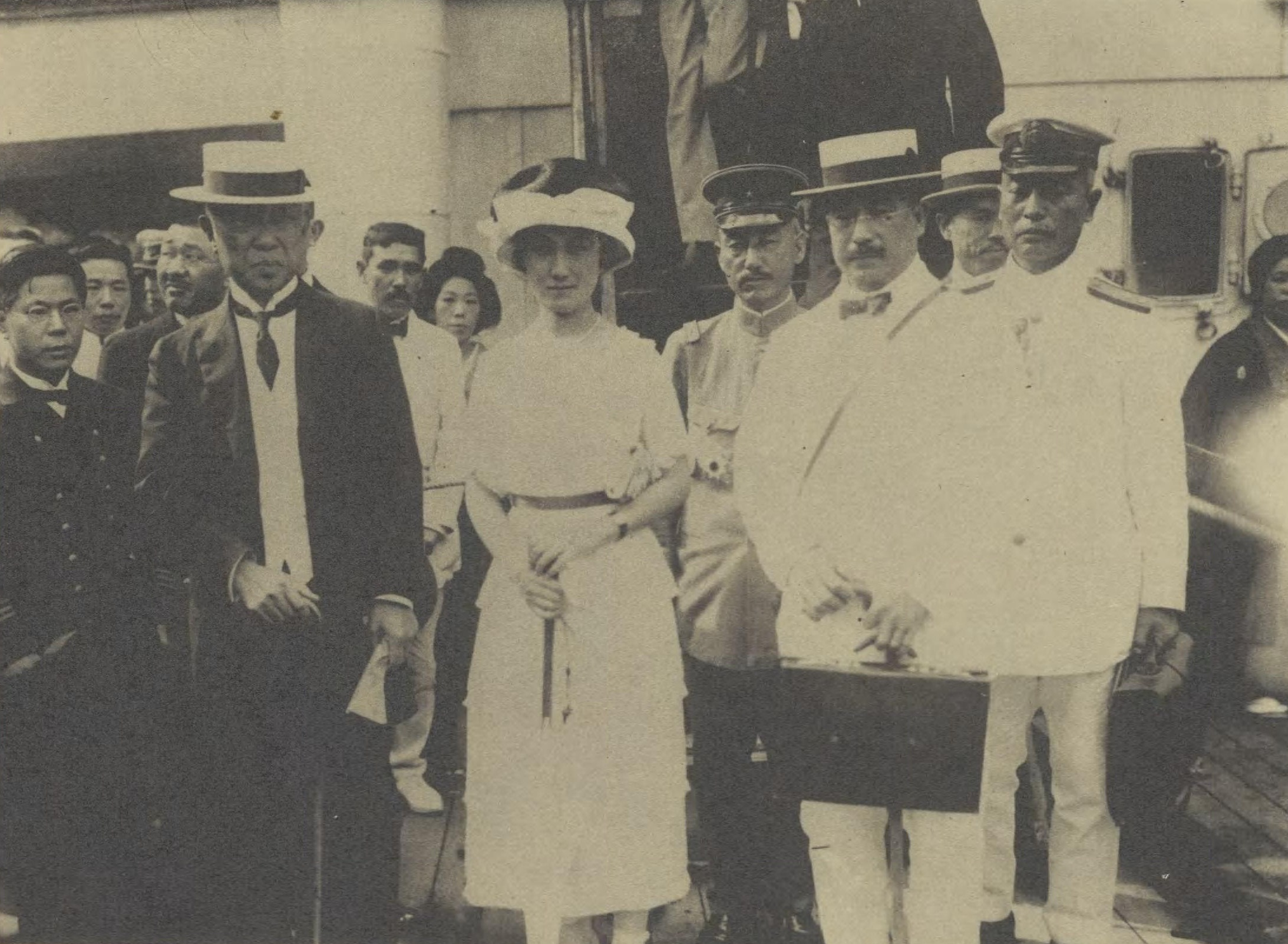
パリ講和会議後、帰国の途上に八郎夫妻と共にした西園寺（1919年8月）

旧長州藩主毛利元徳の八男で、明治32年（1899年）に西園寺の養子となった。第2次桂内閣の秘書官を務めた後宮内省に入り、皇太子裕仁親王の欧州訪問などに随行した。しかし新子の死後、八郎が西園寺と提携関係にある牧野内大臣排斥の動きに加わったこともあって、西園寺との関係は悪化した。大正11年（1922年）以降は手紙も極めて簡単なものになっていった。しかし西園寺に対する風当たりが強くなると、次第に関係は改善されている。

#### 同居人
親友である光妙寺三郎が死ぬと、その遺児である三三郎（後の東屋三郎）を引き取って養育した。また一族である橋本実斐も一時養育している。二人は普段、八郎とともに暁星学校の寄宿舎に入っていたが、週末ごとに西園寺家に滞在していた。

## 系譜
西園寺家は、藤原公実の子・通季を始祖とし、西園寺の家名は通季の曾孫の公経が建立した寺の名前に由来している。なお、西園寺・徳大寺の両家は藤原公季を始祖とする藤原北家閑院流の家系である。ただし、血筋の上では、公望は東山天皇の男系七世子孫（東山天皇の孫（閑院宮直仁親王の子）で鷹司家を継いだ鷹司輔平の男系後裔）である。

## 著書
- 『陶庵随筆』（1903年〔明治36年〕10月・新聲社／中公文庫、1990年、復刊2004年）
雑誌『世界之日本』に執筆した随筆をまとめたもの。表題の随筆のほか「懐舊談」、「欧羅巴紀遊抜書」も収録。かつて西園寺邸で書生をしていた国木田独歩による編。

## 関連作品
映画
- スパイ・ゾルゲ（2003年、演：大滝秀治）

テレビドラマ
- 落日燃ゆ（2009年、テレビ朝日、演：大滝秀治）

漫画
- 昭和天皇物語 （2017年から小学館『ビッグコミックオリジナル』連載） - 作画 能條純一：原作 半藤一利『昭和史』、脚本：永福一成、監修：志波秀宇